# Lista monumentelor istorice din județul Iași - I

Simbol pentru monumentele istorice

Lista monumentelor istorice din județul Iași - I cuprinde monumentele istorice înscrise în Patrimoniul cultural național al României și aflate în localități ce încep cu litera I din județul Iași.
Lista completă este menținută și actualizată periodic de către Ministerul Culturii, Cultelor și Patrimoniului Național din România, prin intermediul Institutului Național al Patrimoniului, ultima versiune datând din 2015. Această listă cuprinde și actualizările ulterioare, realizate prin ordin al ministrului culturii.
Puteți căuta un monument din județul Iași folosind formularul de mai jos sau puteți naviga prin toate monumentele din județ la lista monumentelor istorice din județul Iași.
| Cod LMI                                                                                   | Denumire | Localitate                          | Localizare | Datare, Creatori | Imagine               | Erori             |
| ----------------------------------------------------------------------------------------- | --- | ----------------------------------- | --- | --- | --------------------- | ----------------- |
| IS-I-s-A-03504 (RAN: 41783.04)                                                            | Centrul istoric și Curtea Domnească                                                                                      | municipiul Iași                     | „Centrul istoric”, - perimetru delimitat de râul Bahlui, Piața Podu Roș, str. Sfântu Lazăr, str. Smârdan, Piața Bucșinescu, Str. Otilia Cazimir, str. Elena Doamna, Piața Tg. Cucului, str. Sthii, str. Sărăriei, bvd. Independenței, șos. Ștefan cel Mare, Aleea M. Sadoveanu, strada Dumbrava Roșie, bvd Carol I. Cazarma de la Copou (Unitatea Militară), aleea Copou, str. George Coșbuc, str. Frederich, str. Titu Maiorescu, str. Munteni, str. Toma Cozma, Piața Păcurari, str. Păcurari, str. Octav Băncilă, str. Străpungere Silvestru, str. Silvestru, Podul de Piatră, râul Bahlui, Piața Podu Roș 47.15611°N 27.58556°E | Epoca medievală |                       | Raportează eroare |
| IS-I-s-B-03505 (RAN: 41783.05)                                                            | Situl arheologic de la Iași, punct „Crucea lui Ferenț”                                                                   | municipiul Iași                     | „Crucea lui Ferentz” în dreptul șoselei Nicolina nr. 5 | | Încarcă foto \| video | Raportează eroare |
| IS-I-m-B-03505.01 (RAN: 41783.05.04)                                                      | Așezare | municipiul Iași                     | „Crucea lui Ferentz” în dreptul șoselei Nicolina nr. 5 | sec. XI - XIII, Epoca medieval timpurie                                                                                              | Încarcă foto \| video | Raportează eroare |
| IS-I-m-B-03505.02 (RAN: 41783.05.03)                                                      | Așezare | municipiul Iași                     | „Crucea lui Ferentz” în dreptul șoselei Nicolina nr. 5 | sec. IX - X, Epoca medieval timpurie, cultura Dridu                                                                                  | Încarcă foto \| video | Raportează eroare |
| IS-I-m-B-03505.03 (RAN: 41783.05.06)                                                      | Așezare | municipiul Iași                     | „Crucea lui Ferentz” în dreptul șoselei Nicolina nr. 5 | sec. VI - VII, Epoca migrațiilor | Încarcă foto \| video | Raportează eroare |
| IS-I-m-B-03505.04 (RAN: 41783.05.01)                                                      | Așezare | municipiul Iași                     | „Crucea lui Ferentz” în dreptul șoselei Nicolina nr. 5 | Hallstatt | Încarcă foto \| video | Raportează eroare |
| IS-I-s-B-03506 (RAN: 41783.06)                                                            | Situl arheologic de la Iași, punct „Splaiul Bahluiului”                                                                  | municipiul Iași                     | „Splaiul Bahluiului” pe tot sectorul cuprins între Podu Trancu și Podu Roș | Eneolitic, cultura Cucuteni, faza A3                                                                                                 | Încarcă foto \| video | Raportează eroare |
| IS-I-s-B-03507 (RAN: 41783.08)                                                            | Situl arheologic de la Iași, punct „Gârla Breazu”                                                                        | municipiul Iași                     | „Gârla Breazu” în partea de N a pădurii Breazu, pe panta de SV a dealului, în via Institutului Agronomic | | Încarcă foto \| video | Raportează eroare |
| IS-I-m-B-03507.01                                                                         | Așezare | municipiul Iași                     | „Gârla Breazu” în partea de N a pădurii Breazu, pe panta de SV a dealului, în via Institutului Agronomic | sec. XVI - XVII, Epoca medievală | Încarcă foto \| video | Raportează eroare |
| IS-I-m-B-03507.02 (RAN: 41783.08.02)                                                      | Așezare | municipiul Iași                     | „Gârla Breazu” în partea de N a pădurii Breazu, pe panta de SV a dealului, în via Institutului Agronomic | sec. XIV - XV, Epoca medievală | Încarcă foto \| video | Raportează eroare |
| IS-I-m-B-03507.03 (RAN: 41783.08.01)                                                      | Așezare | municipiul Iași                     | „Gârla Breazu” în partea de N a pădurii Breazu, pe panta de SV a dealului, în via Institutului Agronomic | sec. II - I a. Chr., Latène | Încarcă foto \| video | Raportează eroare |
| IS-I-s-B-03508 (RAN: 41783.09)                                                            | Situl arheologic de la Iași, punct „Hlincea”                                                                             | municipiul Iași                     | „Hlincea”, în marginea de S a mun. Iași, pe ambele maluri ale pârâului Nicolina, între Mănăstirea Cetățuia, sat Hlincea și fostul Târgușor Nicolina | sec. VIII - XVIII, Epoca medievală                                                                                                   | Încarcă foto \| video | Raportează eroare |
| IS-I-s-B-03509 (RAN: 41783.02)                                                            | Situl arheologic de la Iași, punct „Str. C. Negri”                                                                       | municipiul Iași                     | Str. Negri Costache 37-39, intersecția str. Negri, Costache cu str. Armeană, pe terenul actualei parcări | sec. XVI - XVIII, Epoca medievală | Încarcă foto \| video | Raportează eroare |
| IS-I-s-B-03510 (RAN: 41783.17)                                                            | Situl arheologic din incinta „S.C. IPROCHIM S.A.” și „GOLIA S.A.”                                                        | municipiul Iași                     | Str. Negri Costache 48, în incinta S.C. IPROCHIM S.A. și GOLIA S.A. | | Încarcă foto \| video | Raportează eroare |
| IS-I-m-B-03510.01                                                                         | Ansamblu de curte domnească                                                                                              | municipiul Iași                     | Str. Negri Costache 48, în incinta S.C. IPROCHIM S.A. și GOLIA S.A. | sec. XV - XVII, Epoca medievală | Încarcă foto \| video | Raportează eroare |
| IS-I-m-B-03510.02                                                                         | Vestigiile fostei mănăstiri „Sf. Sava”                                                                                   | municipiul Iași                     | Str. Negri Costache 48, în incinta S.C. IPROCHIM S.A. și GOLIA S.A. | sec. XV - XVII, Epoca medievală | Încarcă foto \| video | Raportează eroare |
| IS-I-s-B-03511 (RAN: 41783.03)                                                            | Situl arheologic din incinta Liceului „Vasile Alecsandri”                                                                | municipiul Iași                     | Str. Negri Costache 50, în incinta Liceului „Vasile Alecsandri” | sec. XV - XVI, Epoca medievală | Încarcă foto \| video | Raportează eroare |
| IS-I-s-A-03512 (RAN: 41783.07)                                                            | Situl arheologic de la Iași, punct „Bd. Ștefan cel Mare și Sfânt”                                                        | municipiul Iași                     | Bd. Ștefan cel Mare și Sfânt, frontul de V, între magazinul Materna și blocul Cooperației | sec. XIV - XVII, Epoca medievală | Alte imagini          | Raportează eroare |
| IS-I-m-B-03607 (RAN: 95729.01)                                                            | Valul lui Traian | sat Iepureni; comuna Andrieșeni     | „Hotarul Boieresc”, la 1 00 m E de sat, cu direcția V-E spre com. Popricani | Epoca migrațiilor | Încarcă foto \| video | Raportează eroare |
| IS-I-s-B-03608 (RAN: 95587.01)                                                            | Situl arheologic de la Ion Neculce, punct „Siliștea Schitului”                                                           | sat Ion Neculce; comuna Ion Neculce | „Siliștea Schitului”, la 700 m NV de sat, pe panta de NE a Dealului Buznei | | Încarcă foto \| video | Raportează eroare |
| IS-I-m-B-03608.01 (RAN: 95587.01.06)                                                      | Așezare | sat Ion Neculce; comuna Ion Neculce | „Siliștea Schitului”, la 700 m NV de sat, pe panta de NE a Dealului Buznei | sec. XVI – XVII, Epoca medievală | Încarcă foto \| video | Raportează eroare |
| IS-I-m-B-03608.02 (RAN: 95587.01.05)                                                      | Așezare | sat Ion Neculce; comuna Ion Neculce | „Siliștea Schitului”, la 700 m NV de sat, pe panta de NE a Dealului Buznei | sec. V, Epoca romano-bizantină | Încarcă foto \| video | Raportează eroare |
| IS-I-m-B-03608.03 (RAN: 95587.01.04)                                                      | Așezare | sat Ion Neculce; comuna Ion Neculce | „Siliștea Schitului”, la 700 m NV de sat, pe panta de NE a Dealului Buznei | sec. IV p.Chr, Epoca daco-romană | Încarcă foto \| video | Raportează eroare |
| IS-I-m-B-03608.04 (RAN: 95587.01.03)                                                      | Așezare | sat Ion Neculce; comuna Ion Neculce | „Siliștea Schitului”, la 700 m NV de sat, pe panta de NE a Dealului Buznei | sec. II - III p. Chr., Epoca romană                                                                                                  | Încarcă foto \| video | Raportează eroare |
| IS-I-m-B-03608.05 (RAN: 95587.01.01)                                                      | Așezare | sat Ion Neculce; comuna Ion Neculce | „Siliștea Schitului”, la 700 m NV de sat, pe panta de NE a Dealului Buznei | Epoca bronzului târziu, cultura Noua                                                                                                 | Încarcă foto \| video | Raportează eroare |
| IS-I-m-B-03608.06 (RAN: 95587.01.02)                                                      | Așezare | sat Ion Neculce; comuna Ion Neculce | „Siliștea Schitului”, la 700 m NV de sat, pe panta de NE a Dealului Buznei | Hallstatt | Încarcă foto \| video | Raportează eroare |
| IS-II-m-B-20856                                                                           | Casă | municipiul Iași                     | Str. 14 decembrie 1989 1 | sf. sec. XIX | Încarcă foto \| video | Raportează eroare |
| IS-II-m-B-03690                                                                           | Casă | municipiul Iași                     | Str. 14 decembrie 1989 2 47.16491°N 27.58134°E | înc. sec. XX |                       | Raportează eroare |
| IS-II-a-A-03691 (RAN: 95079.53)                                                           | Biserica „Sf. Dumitru” (Biserica Balș)                                                                                   | municipiul Iași                     | Str. 14 decembrie 1989 15 | 1691 Medelnicerul Ioan (Ionașcu) Balș (ctitor)                                                                                       | Alte imagini          | Raportează eroare |
| IS-II-m-B-03692                                                                           | Casă | municipiul Iași                     | Stradela Alba 1 | sf. sec. XIX | Încarcă foto \| video | Raportează eroare |
| IS-II-m-B-03693 (RAN: 95079.36)                                                           | Biserica „Schimbarea la Față” (Biserica Albă, fostă „Nașterea Maicii Domnului”)                                          | municipiul Iași                     | Stradela Alba 3 47.1628°N 27.59545°E | sec. XVII Constantin Călinescu, Iulia Handragel (pictură interioară)                                                                 | Alte imagini          | Raportează eroare |
| IS-II-m-B-03694                                                                           | Casă | municipiul Iași                     | Stradela Alba 4 | sf. sec. XIX | Încarcă foto \| video | Raportează eroare |
| IS-II-m-B-03695                                                                           | Casă | municipiul Iași                     | Str. Albineț 3 | sf. sec. XIX | Încarcă foto \| video | Raportează eroare |
| IS-II-m-B-03696                                                                           | Casa N. A. Bogdan | municipiul Iași                     | Str. Albineț 4 | sf. sec. XIX | Încarcă foto \| video | Raportează eroare |
| IS-II-m-B-03697                                                                           | Casă | municipiul Iași                     | Str. Albineț 11 | sf. sec. XIX | Încarcă foto \| video | Raportează eroare |
| IS-II-m-B-03698                                                                           | Casa D. Sadoveanu | municipiul Iași                     | Str. Albineț 20 | sf. sec. XIX | Încarcă foto \| video | Raportează eroare |
| IS-II-m-B-03699                                                                           | Casa Gheorghe Petrovanu                                                                                                  | municipiul Iași                     | Str. Albineț 21 | sf. sec. XIX | Încarcă foto \| video | Raportează eroare |
| IS-II-m-B-03700                                                                           | Casa actorului Miluță Gheorghiu                                                                                          | municipiul Iași                     | Str. Albineț 23 | înc.sec. XX | Încarcă foto \| video | Raportează eroare |
| IS-II-m-B-03701 (RAN: 95079.35)                                                           | Casa vornicului Alecsandri, azi Muzeul Teatrului                                                                         | municipiul Iași                     | Str. Alecsandri Vasile 5 47.1667°N 27.58308°E | 1810 | Alte imagini          | Raportează eroare |
| IS-II-m-B-03704                                                                           | Casa revistei „Viața Românească”                                                                                         | municipiul Iași                     | Str. Alecsandri Vasile 6 47.17034°N 27.58233°E | înc. sec. XX |                       | Raportează eroare |
| IS-II-m-B-03702                                                                           | Școala de Arte și Meserii, azi Biblioteca Universității de Medicină și Farmacie                                          | municipiul Iași                     | Str. Alecsandri Vasile 7 47.16611°N 27.5839°E | sec. XIX |                       | Raportează eroare |
| IS-II-m-B-03703 (RAN: 95079.34)                                                           | Palatul Cantacuzino-Pașcanu - Primăria veche, azi Starea Civilă                                                          | municipiul Iași                     | Str. Alecsandri Vasile 8 47.16584°N 27.5818°E | sf. sec. XVIII | Alte imagini          | Raportează eroare |
| IS-II-m-B-03705                                                                           | Liceul Național | municipiul Iași                     | Str. Arcu 4 47.16647°N 27.57815°E | sf. sec. XIX Nicolae Gabrielescu | Alte imagini          | Raportează eroare |
| IS-II-m-B-03707                                                                           | Casă | municipiul Iași                     | Str. Arcu 16 | sec. XIX | Încarcă foto \| video | Raportează eroare |
| IS-II-m-B-03708                                                                           | Casă | municipiul Iași                     | Str. Arcu 18 | sec. XIX | Încarcă foto \| video | Raportează eroare |
| IS-II-m-B-03709                                                                           | Casă | municipiul Iași                     | Str. Arcu 20 | sec. XIX | Încarcă foto \| video | Raportează eroare |
| IS-II-m-B-03710                                                                           | Casă | municipiul Iași                     | Str. Armeană 9 | sf. sec. XIX |                       | Raportează eroare |
| IS-II-m-B-03711                                                                           | Casă | municipiul Iași                     | Str. Armeană 17 | sf. sec. XIX | Încarcă foto \| video | Raportează eroare |
| IS-II-m-B-03712                                                                           | Ateneul armenesc, azi Casa parohială a Bisericii Armenești                                                               | municipiul Iași                     | Str. Armeană 20 47.16205°N 27.5889°E | 1932 |                       | Raportează eroare |
| IS-II-m-B-03713                                                                           | Biserica Armeană „Sf. Născătoare”                                                                                        | municipiul Iași                     | Str. Armeană 22 47.1624°N 27.589°E | 1803 | Alte imagini          | Raportează eroare |
| IS-II-m-B-03715                                                                           | Casa Petrovanu | municipiul Iași                     | Str. Asachi Gheorghe 17 47.17589°N 27.57211°E | înc. sec. XX | Încarcă foto \| video | Raportează eroare |
| IS-II-m-B-03716                                                                           | Casa Asigurărilor de Sănătate                                                                                            | municipiul Iași                     | Str. Asachi Gheorghe 18, 20 47.17595°N 27.57154°E | prima jum. a sec. XIX | Alte imagini          | Raportează eroare |
| IS-II-m-B-03945 (RAN: 95079.47)                                                           | Biserica „Duminica Tuturor Sfinților” - Banu                                                                             | municipiul Iași                     | Str. Banu 9 47.16766°N 27.5779°E | înc. sec. XVIII Herr Leopold (arhitect), Eustatie Altini (pictor)                                                                    | Alte imagini          | Raportează eroare |
| IS-II-m-B-03718                                                                           | Vila Virginia | municipiul Iași                     | Str. Bălcescu Nicolae 1 | sf. sec. XIX |                       | Raportează eroare |
| IS-II-m-B-03719 (RAN: 95079.31)                                                           | Casa Mavrocordat, Liceul „M. Eminescu” corp B și corp C (cuprind în fundație ruinele curții „Curtea de la Sărărie”)      | municipiul Iași                     | Str. Bălcescu Nicolae 10 | sec. XVII |                       | Raportează eroare |
| IS-II-m-B-03720                                                                           | Casă | municipiul Iași                     | Str. Bălcescu Nicolae 13 | mijl. sec. XIX | Încarcă foto \| video | Raportează eroare |
| IS-II-m-B-03721                                                                           | Casă | municipiul Iași                     | Str. Bălcescu Nicolae 17-A | înc.sec. XIX | Încarcă foto \| video | Raportează eroare |
| IS-II-m-B-03722                                                                           | Casă | municipiul Iași                     | Str. Bălcescu Nicolae 18 | mijl.sec. XIX | Încarcă foto \| video | Raportează eroare |
| IS-II-m-B-03723                                                                           | Casă | municipiul Iași                     | Str. Bălcescu Nicolae 24 | prima jum. a sec. XX | Încarcă foto \| video | Raportează eroare |
| IS-II-m-B-03724                                                                           | Casă | municipiul Iași                     | Str. Bălcescu Nicolae 24-A | înc. sec. XX |                       | Raportează eroare |
| IS-II-m-B-03725                                                                           | Inspectoratul Școlar | municipiul Iași                     | Str. Bălcescu Nicolae 26 47.17037°N 27.58227°E | înc. sec. XX |                       | Raportează eroare |
| IS-II-m-B-03726                                                                           | Casă | municipiul Iași                     | Str. Bălcescu Nicolae 32 | înc. sec. XX |                       | Raportează eroare |
| IS-II-m-B-03727                                                                           | Casă | municipiul Iași                     | Str. Băncii 4 | înc. sec. XX | Încarcă foto \| video | Raportează eroare |
| IS-II-m-B-03728                                                                           | Casă | municipiul Iași                     | Str. Băncii 6 | prima jum. a sec. XX | Încarcă foto \| video | Raportează eroare |
| IS-II-m-B-03729                                                                           | Casă | municipiul Iași                     | Str. Băncii 7 | înc. sec. XX | Încarcă foto \| video | Raportează eroare |
| IS-II-a-A-03730 (fost IS-II-a-B-03730) (RAN: 95079.32)                                    | Ansamblul fostei Mănăstiri Bărboi                                                                                        | municipiul Iași                     | Stradela Bărboi 12 47.16°N 27.59°E | sec. XIX Andrei Caridis | Alte imagini          | Raportează eroare |
| IS-II-m-A-03730.01 (fost IS-II-m-B-03730.01)                                              | Biserica „Sf. Apostoli Petru și Pavel”                                                                                   | municipiul Iași                     | Stradela Bărboi 12 47.16277°N 27.59298°E | 1841-1843 Andrei Caridis, Atanasie și Gheorghe (meșterii)                                                                            | Alte imagini          | Raportează eroare |
| IS-II-m-A-03730.02 (fost IS-II-m-B-03730.02)                                              | Fosta Stăreție, azi casă parohială                                                                                       | municipiul Iași                     | Stradela Bărboi 12 47.16256°N 27.59305°E | sec. XIX | Alte imagini          | Raportează eroare |
| IS-II-m-A-03730.03 (fost IS-II-m-B-03730.03)                                              | Turn clopotniță | municipiul Iași                     | Stradela Bărboi 12 47.16315°N 27.59178°E | 1726-1733 | Alte imagini          | Raportează eroare |
| IS-II-m-A-03730.04                                                                        | Zidul incintei | municipiul Iași                     | Stradela Bărboi 12 | | Alte imagini          | Raportează eroare |
| IS-II-m-A-03730.05                                                                        | Casa de apă (aghiazmatarul-cișmeaua)                                                                                     | municipiul Iași                     | Stradela Bărboi 12 | | Alte imagini          | Raportează eroare |
| IS-II-m-A-03730.06                                                                        | Monumentul Bisericii Sf. Vineri                                                                                          | municipiul Iași                     | Stradela Bărboi 12 | | Alte imagini          | Raportează eroare |
| IS-II-m-B-03731                                                                           | Casă | municipiul Iași                     | Str. Bârsescu Agatha 10 | sf. sec. XIX | Încarcă foto \| video | Raportează eroare |
| IS-II-m-B-03732                                                                           | Casă | municipiul Iași                     | Str. Bârsescu Agatha 11 | sf. sec. XIX |                       | Raportează eroare |
| IS-II-m-B-03733                                                                           | Casă | municipiul Iași                     | Str. Bârsescu Agatha 15 | înc.sec. XX |                       | Raportează eroare |
| IS-II-m-B-03734                                                                           | Casă | municipiul Iași                     | Str. Bârsescu Agatha 16 47.1624°N 27.58522°E | sf. sec. XIX |                       | Raportează eroare |
| IS-II-a-A-03735                                                                           | Teatrul Național „Vasile Alecsandri”                                                                                     | municipiul Iași                     | Str. Bârsescu Agatha 18 47.16322°N 27.58484°E | sf. sec. XIX Ferdinand Fellner junior, Hermann Helmer (arhitecți), M. Lenz, Alexander Goltz (pictori)                                | Alte imagini          | Raportează eroare |
| IS-II-m-A-03735.01                                                                        | Prima uzină electrică | municipiul Iași                     | Str. Bârsescu Agatha 18 47.16278°N 27.58587°E | sf. sec. XIX | Alte imagini          | Raportează eroare |
| IS-II-m-B-03736                                                                           | Spitalul de Urgențe (corp vechi)                                                                                         | municipiul Iași                     | Str. Berthelot Henri M., general 2 47.17477°N 27.57687°E | sec. XIX |                       | Raportează eroare |
| IS-II-m-B-03737                                                                           | Casă | municipiul Iași                     | Str. Berthelot Henri M., general 3 | înc. sec. XX |                       | Raportează eroare |
| IS-II-m-B-03738                                                                           | Casă | municipiul Iași                     | Str. Berthelot Henri M., general 5 | mijl. sec. XIX | Alte imagini          | Raportează eroare |
| IS-II-m-B-03739                                                                           | Casa Spiru Haret | municipiul Iași                     | Str. Berthelot Henri M., general 12 | înc. sec. XX | Încarcă foto \| video | Raportează eroare |
| IS-II-m-B-03740 (RAN: 95079.30)                                                           | Biserica „Sf. Patruzeci de Mucenici”                                                                                     | municipiul Iași                     | Str. Berthelot Henri M., general 12 47.17375°N 27.57538°E | 1760, adăugiri sec. XIX | Alte imagini          | Raportează eroare |
| IS-II-m-B-03741                                                                           | Casa General Henri Mathias Berthelot                                                                                     | municipiul Iași                     | Str. Berthelot Henri M., general 18 47.17376°N 27.5744°E | înc. sec. XX |                       | Raportează eroare |
| IS-II-m-B-03742                                                                           | Casă | municipiul Iași                     | Str. Berthelot Henri M., general 20 | înc. sec. XX | Încarcă foto \| video | Raportează eroare |
| IS-II-m-B-03743                                                                           | Casă | municipiul Iași                     | Str. Borcea 8 | înc. sec. XX | Încarcă foto \| video | Raportează eroare |
| IS-II-m-B-03744                                                                           | Casă | municipiul Iași                     | Str. Borcea 12 | înc. sec. XX | Încarcă foto \| video | Raportează eroare |
| IS-II-m-B-03745                                                                           | Casă | municipiul Iași                     | Str. Borcea 22 | prima jum. a sec. XX | Încarcă foto \| video | Raportează eroare |
| IS-II-m-B-03746                                                                           | Casă | municipiul Iași                     | Str. Borcea 24 | prima jum. a sec. XX | Încarcă foto \| video | Raportează eroare |
| IS-II-m-B-03747                                                                           | Casa scriitorului Octav Botez                                                                                            | municipiul Iași                     | Str. Botez Octav 1 47.17107°N 27.58425°E | înc. sec. XX | Încarcă foto \| video | Raportează eroare |
| IS-II-m-B-03748                                                                           | Școală (tip Spiru Haret)                                                                                                 | municipiul Iași                     | Str. Botez Octav 2 47.17091°N 27.58442°E | sf. sec. XIX | Încarcă foto \| video | Raportează eroare |
| IS-II-m-B-03749                                                                           | Casa Corpului Didactic                                                                                                   | municipiul Iași                     | Str. Botez Octav 2-A 47.17091°N 27.58442°E | înc. sec. XX |                       | Raportează eroare |
| IS-II-m-B-03750                                                                           | Biserica „Sf Haralambie” (Biserica lui Tufecci - Bașa)                                                                   | municipiul Iași                     | Str. Botez Octav 4 47.17138°N 27.58431°E | 1805 Vasile Damian (pictor) | Alte imagini          | Raportează eroare |
| IS-II-m-B-03751                                                                           | Casa Corsescu | municipiul Iași                     | Str. Botez Octav 5 47.17157°N 27.58412°E | sec. XIX | Încarcă foto \| video | Raportează eroare |
| IS-II-m-B-03752                                                                           | Casă | municipiul Iași                     | Str. Botez Octav 15 | înc. sec. XX | Încarcă foto \| video | Raportează eroare |
| IS-II-m-B-03753 (RAN: 95079)                                                              | Biserica „Tăierea Capului Sf. loan Botezătorul” (Biserica din Târgul de Sus, din Măji)                                   | municipiul Iași                     | Str. Brătianu I.C. 14 47.16514°N 27.58464°E | 1635 | Alte imagini          | Raportează eroare |
| IS-II-m-B-03754                                                                           | Casă | municipiul Iași                     | Str. Brătianu I.C. 16-A | prima jum. sec. XX | Încarcă foto \| video | Raportează eroare |
| IS-II-m-B-03755                                                                           | Casă - sediul S.C. Moldoconstruct (fostă bancă)                                                                          | municipiul Iași                     | Str. Brătianu I.C. 20-22 47.16427°N 27.5845°E | înc. sec. XX |                       | Raportează eroare |
| IS-II-a-B-03756 (RAN: 95079.28)                                                           | Ansamblul spitalului Socola                                                                                              | municipiul Iași                     | Șos. Bucium 36 | 1877-1899 | Încarcă foto \| video | Raportează eroare |
| IS-II-m-A-03757 (RAN: 95079.48)                                                           | Biserica „Schimbarea La Față” a Mănăstirii Socola și Biserica „Nașterea Maicii Domnului” Socola Mică                     | municipiul Iași                     | Șos. Bucium 36 47.12876°N 27.61318°E | 1819 | Alte imagini          | Raportează eroare |
| IS-II-m-B-03760                                                                           | Casă | municipiul Iași                     | Str. Buna Vestire 2 | înc. sec. XX | Încarcă foto \| video | Raportează eroare |
| IS-II-m-B-03761                                                                           | Casă | municipiul Iași                     | Str. Buna Vestire 6 | înc. sec. XX | Încarcă foto \| video | Raportează eroare |
| IS-II-m-B-03763                                                                           | Casa Theodor Burada | municipiul Iași                     | Str. Burada Teodor T. 4 47.16625°N 27.58478°E | a doua jum.a sec. XIX | Alte imagini          | Raportează eroare |
| IS-II-m-B-06064                                                                           | Fostul pension E. Humpel                                                                                                 | municipiul Iași                     | Str. Burada Teodor T. 57 | a doua jum. a sec. XIX | Încarcă foto \| video | Raportează eroare |
| IS-II-m-B-03765                                                                           | Biserica „Sf. Treime” | municipiul Iași                     | Str. Canta 2 47.17379°N 27.55065°E | 1853 | Alte imagini          | Raportează eroare |
| IS-II-m-B-03771                                                                           | Casă | municipiul Iași                     | Str. Cantacuzino Ion, dr. 1 | înc. sec. XX | Încarcă foto \| video | Raportează eroare |
| IS-II-m-B-03772                                                                           | Casă | municipiul Iași                     | Str. Cantacuzino Ion, dr. 2 | înc. sec. XX | Încarcă foto \| video | Raportează eroare |
| IS-II-m-B-03773                                                                           | Casă | municipiul Iași                     | Str. Cantacuzino Ion, dr. 3 | înc. sec. XX | Încarcă foto \| video | Raportează eroare |
| IS-II-m-B-03774                                                                           | Casă | municipiul Iași                     | Str. Cantacuzino Ion, dr. 14 | înc. sec. XX | Încarcă foto \| video | Raportează eroare |
| IS-II-m-B-03775                                                                           | Casă | municipiul Iași                     | Str. Caragiale Ion Luca 1 | înc. sec. XX | Încarcă foto \| video | Raportează eroare |
| IS-II-m-B-03776                                                                           | Casă | municipiul Iași                     | Str. Caragiale Ion Luca 9 | înc. sec. XX | Încarcă foto \| video | Raportează eroare |
| IS-II-m-B-03777                                                                           | Institutul de Igienă M. Ciucă                                                                                            | municipiul Iași                     | Bd. Carol I 1 47.17073°N 27.57526°E | înc. sec. XX |                       | Raportează eroare |
| IS-II-m-B-03778                                                                           | Casa Cantacuzino-Pașcanu, azi Clubul Copiilor                                                                            | municipiul Iași                     | Bd. Carol I 2 47.17683°N 27.57619°E | sec. XIX | Alte imagini          | Raportează eroare |
| IS-II-m-B-03779                                                                           | Casa Dimitrie Ghika | municipiul Iași                     | Bd. Carol I 3 47.17164°N 27.57437°E | 1831 |                       | Raportează eroare |
| IS-II-a-B-03780                                                                           | Ansamblul Spitalului Militar                                                                                             | municipiul Iași                     | Bd. Carol I 6 | mijl. sec. XIX | Alte imagini          | Raportează eroare |
| IS-II-m-B-03780.01                                                                        | Spitalul Militar Corp Vechi                                                                                              | municipiul Iași                     | Bd. Carol I 6 47.17263°N 27.57488°E | mijl.sec. XIX | Alte imagini          | Raportează eroare |
| IS-II-m-B-03780.02                                                                        | Parc | municipiul Iași                     | Bd. Carol I 6 47.17246°N 27.57456°E | mijl.sec. XIX |                       | Raportează eroare |
| IS-II-m-B-03781                                                                           | Casa C. B. Pencescu | municipiul Iași                     | Bd. Carol I 7 47.17243°N 27.57365°E | prima jumătate a sec. XX | Încarcă foto \| video | Raportează eroare |
| IS-II-m-B-03782                                                                           | Casa Logofătului Nicolae Canta, azi Restaurant „Casa Universitarilor”                                                    | municipiul Iași                     | Bd. Carol I 9 47.17276°N 27.57321°E | 1800 |                       | Raportează eroare |
| IS-II-m-B-03783                                                                           | Universitatea „Alexandru Ioan Cuza”                                                                                      | municipiul Iași                     | Bd. Carol I 11 47.17406°N 27.57324°E | 1893-1897, cu extindere sec. XX Louis Blanc (arhitect)                                                                               | Alte imagini          | Raportează eroare |
| IS-II-m-B-03784                                                                           | Muzeul de Antichități, azi Catedra de Științe Sociale–Universitatea „Alexandru Ioan Cuza”                                | municipiul Iași                     | Bd. Carol I 19 | sec. XIX, refaceri sec. XX | Încarcă foto \| video | Raportează eroare |
| IS-II-m-B-03785                                                                           | Casa Jora | municipiul Iași                     | Bd. Carol I 21 | a doua jum. a sec. XIX | Încarcă foto \| video | Raportează eroare |
| IS-II-m-B-03786                                                                           | Casă | municipiul Iași                     | Bd. Carol I 23 | a doua jum. sec. XIX | Încarcă foto \| video | Raportează eroare |
| IS-II-m-B-03787                                                                           | Casa Costin Catargiu, azi sediu Facultatea de Istorie                                                                    | municipiul Iași                     | Bd. Carol I 24 47.17532°N 27.57227°E | 1824 | Alte imagini          | Raportează eroare |
| IS-II-m-B-03788                                                                           | Casa Vălescu | municipiul Iași                     | Bd. Carol I 25 | a doua jum. sec. XIX | Alte imagini          | Raportează eroare |
| IS-II-m-B-03789                                                                           | Casa Racoviță (Micul Trianon) azi Centrul Cultural Francez                                                               | municipiul Iași                     | Bd. Carol I 26 47.17669°N 27.57149°E | a doua jum. sec. XIX | Alte imagini          | Raportează eroare |
| IS-II-m-B-03790                                                                           | Casa Sturdza - E. Diaconescu, azi sediu Camera de Comerț                                                                 | municipiul Iași                     | Bd. Carol I 27 47.17716°N 27.56968°E | sf. sec. XIX, refaceri sec. XX |                       | Raportează eroare |
| IS-II-m-B-03791                                                                           | Casă | municipiul Iași                     | Bd. Carol I 29 | prima jum. sec. XIX | Încarcă foto \| video | Raportează eroare |
| IS-II-m-B-03792                                                                           | Casă | municipiul Iași                     | Bd. Carol I 48 | prima jum. sec. XX | Încarcă foto \| video | Raportează eroare |
| IS-II-m-B-03793                                                                           | Spital Clinic nr. 2 | municipiul Iași                     | Bd. Carol I 50 47.18042°N 27.56818°E | sec. XX | Încarcă foto \| video | Raportează eroare |
| IS-II-m-B-03794                                                                           | Casa Kamner | municipiul Iași                     | Bd. Carol I 54 | prima jum. sec. XX | Încarcă foto \| video | Raportează eroare |
| IS-II-m-B-03795                                                                           | Școală (tip Spiru Haret)                                                                                                 | municipiul Iași                     | Str. Catargiu Lascăr 28 47.17301°N 27.57847°E | înc. sec. XX |                       | Raportează eroare |
| IS-II-m-B-03796                                                                           | Casa Petre Andrei | municipiul Iași                     | Str. Catargiu Lascăr 29 | înc. sec. XX |                       | Raportează eroare |
| IS-II-m-B-03797                                                                           | Palatul Grigore Sturdza, azi Sediu Televiziunea Română Iași                                                              | municipiul Iași                     | Str. Catargiu Lascăr 33 47.1734°N 27.57808°E | sec. XIX | Alte imagini          | Raportează eroare |
| IS-II-m-B-03798                                                                           | Casa „Emil Racoviță”, sediu grădiniță                                                                                    | municipiul Iași                     | Str. Catargiu Lascăr 36 47.17379°N 27.57798°E | sec. XIX | Alte imagini          | Raportează eroare |
| IS-II-m-B-03799                                                                           | Casa Stoicescu - Mărculescu                                                                                              | municipiul Iași                     | Str. Catargiu Lascăr 58 | mijl. sec. XIX | Încarcă foto \| video | Raportează eroare |
| IS-II-m-B-03800                                                                           | Școală | municipiul Iași                     | Str. Catargiu Lascăr 66 47.17742°N 27.57575°E | înc. sec. XX |                       | Raportează eroare |
| IS-II-m-B-03801                                                                           | Casa Zbranca-Manolache                                                                                                   | municipiul Iași                     | Str. Cazimir Otilia 2 | sec. XIX | Încarcă foto \| video | Raportează eroare |
| IS-II-m-B-03802                                                                           | Casa memorială Otilia Cazimir                                                                                            | municipiul Iași                     | Str. Cazimir Otilia 4 | prima jum. sec. XX |                       | Raportează eroare |
| IS-II-m-B-03803                                                                           | Casa Stoica | municipiul Iași                     | Str. Cazimir Otilia 6 | sec. XIX | Încarcă foto \| video | Raportează eroare |
| IS-II-m-B-03804                                                                           | Casa Racoviță | municipiul Iași                     | Str. Cazimir Otilia 21 | sec. XIX |                       | Raportează eroare |
| IS-II-m-B-03805                                                                           | Casă | municipiul Iași                     | Str. Cazimir Otilia 25 | mijl. sec. XIX | Încarcă foto \| video | Raportează eroare |
| IS-II-a-A-03806                                                                           | Mănăstirea Cetățuia | municipiul Iași                     | Str. Cetățuia 1 47.13°N 27.58°E | sec. XVII - XX |                       | Raportează eroare |
| IS-II-m-A-03806.01                                                                        | Biserica „Sf. Apostoli Petru și Pavel”                                                                                   | municipiul Iași                     | Str. Cetățuia 1 | 1669-1672 | Alte imagini          | Raportează eroare |
| IS-II-m-A-03806.02                                                                        | Sala Gotică | municipiul Iași                     | Str. Cetățuia 1 | 1669-1672 | Încarcă foto \| video | Raportează eroare |
| IS-II-m-A-03806.03                                                                        | Casa Domnească | municipiul Iași                     | Str. Cetățuia 1 | 1669-1672 | Alte imagini          | Raportează eroare |
| IS-II-m-A-03806.04                                                                        | Corp chilii | municipiul Iași                     | Str. Cetățuia 1 | 1928 |                       | Raportează eroare |
| IS-II-m-A-03806.05                                                                        | Turn clopotniță | municipiul Iași                     | Str. Cetățuia 1 | 1770 | Alte imagini          | Raportează eroare |
| IS-II-m-A-03806.06                                                                        | Zid de incintă | municipiul Iași                     | Str. Cetățuia 1 | 1770 | Alte imagini          | Raportează eroare |
| IS-II-m-B-03807                                                                           | Biserica „Sf. Gheorghe” și „Sf. Ecaterina” Lozonschi                                                                     | municipiul Iași                     | Str. Cloșca 2 (acum str. Lozonschi) | 1800 Iordachi și Ecaterina Lozonschi (ctitori)                                                                                       | Alte imagini          | Raportează eroare |
| IS-II-m-B-03808                                                                           | Facultatea de Teologie Ortodoxă, fostul palat Mihai Sturza                                                               | municipiul Iași                     | Str. Cloșca 9 (acum str. Lozonschi) | sec. XIX | Alte imagini          | Raportează eroare |
| IS-II-m-B-03810                                                                           | Casa A. D. Xenopol | municipiul Iași                     | Str. Conta Vasile 9 | sf. sec. XIX | Încarcă foto \| video | Raportează eroare |
| IS-II-m-B-03811                                                                           | Casă | municipiul Iași                     | Str. Conta Vasile 11 | înc. sec. XX | Încarcă foto \| video | Raportează eroare |
| IS-II-m-B-03812                                                                           | Casă | municipiul Iași                     | Str. Conta Vasile 13 | înc. sec. XX |                       | Raportează eroare |
| IS-II-m-B-03813                                                                           | Casa Brănișteanu | municipiul Iași                     | Str. Conta Vasile 18 | înc. sec. XX | Încarcă foto \| video | Raportează eroare |
| IS-II-m-B-03814                                                                           | Hotel Binder | municipiul Iași                     | Str. Conta Vasile 23 47.17314°N 27.57808°E | a doua jum.sec. XIX | Încarcă foto \| video | Raportează eroare |
| IS-II-m-B-03815                                                                           | Procuratură | municipiul Iași                     | Str. Conta Vasile 28 47.16989°N 27.57744°E | înc. sec. XX | Încarcă foto \| video | Raportează eroare |
| IS-II-m-B-03816                                                                           | Casa Rolla | municipiul Iași                     | Str. Conta Vasile 30 | sec. XIX | Alte imagini          | Raportează eroare |
| IS-II-m-B-03817                                                                           | Casă | municipiul Iași                     | Aleea Copou 2 | sf. sec. XIX |                       | Raportează eroare |
| IS-II-m-B-03818                                                                           | Casă | municipiul Iași                     | Aleea Copou 3 | înc. sec. XX | Încarcă foto \| video | Raportează eroare |
| IS-II-m-B-03819                                                                           | Casă | municipiul Iași                     | Aleea Copou 4 | înc. sec. XX | Încarcă foto \| video | Raportează eroare |
| IS-II-m-B-03820                                                                           | Casă | municipiul Iași                     | Aleea Copou 4bis | înc. sec. XX |                       | Raportează eroare |
| IS-II-m-B-03821                                                                           | Casă | municipiul Iași                     | Aleea Copou 7 | înc. sec. XX | Încarcă foto \| video | Raportează eroare |
| IS-II-m-B-03822                                                                           | Casă | municipiul Iași                     | Aleea Copou 10 | înc. sec. XX | Încarcă foto \| video | Raportează eroare |
| IS-II-m-A-03823                                                                           | Casă | municipiul Iași                     | Aleea Copou 11 | înc. sec. XX | Încarcă foto \| video | Raportează eroare |
| IS-II-m-B-03824                                                                           | Casă | municipiul Iași                     | Aleea Copou 11-A | înc. sec. XX | Încarcă foto \| video | Raportează eroare |
| IS-II-m-B-03825                                                                           | Casă | municipiul Iași                     | Aleea Copou 14 | înc. sec. XX | Încarcă foto \| video | Raportează eroare |
| IS-II-m-B-03826                                                                           | Fosta Școală Pedagogică, azi corpul D Universitatea „Al. I. Cuza” Iași                                                   | municipiul Iași                     | Str. Cozma Toma 3 47.17272°N 27.57408°E | sf. sec. XIX | Alte imagini          | Raportează eroare |
| IS-II-m-B-03827                                                                           | Colegiul Național „Costache Negruzzi'”                                                                                   | municipiul Iași                     | Str. Cozma Toma 4 47.17293°N 27.5694°E | 1895 | Alte imagini          | Raportează eroare |
| IS-II-m-B-03828                                                                           | Școala generală „Carol I”                                                                                                | municipiul Iași                     | Str. Cozma Toma 6 47.17299°N 27.56777°E | sf. sec. XIX |                       | Raportează eroare |
| IS-II-m-B-03829                                                                           | Casă | municipiul Iași                     | Str. Cozma Toma 16-A | înc. sec. XX | Încarcă foto \| video | Raportează eroare |
| IS-II-m-B-03830                                                                           | Casă | municipiul Iași                     | Str. Creangă Ion 2 | sf. sec. XIX | Încarcă foto \| video | Raportează eroare |
| IS-II-m-B-03831                                                                           | Casă | municipiul Iași                     | Str. Creangă Ion 4 | sf. sec. XIX | Încarcă foto \| video | Raportează eroare |
| IS-II-m-B-03832                                                                           | Casă | municipiul Iași                     | Str. Creangă Ion 6 | sf. sec. XIX | Încarcă foto \| video | Raportează eroare |
| IS-II-m-B-03833                                                                           | Casă | municipiul Iași                     | Str. Creangă Ion 10 | sf. sec. XIX | Încarcă foto \| video | Raportează eroare |
| IS-II-m-B-03766                                                                           | Casă | municipiul Iași                     | Str. Crișan 4 | sec. XX | Încarcă foto \| video | Raportează eroare |
| IS-II-m-B-03768                                                                           | Casă | municipiul Iași                     | Str. Crișan 12 | sf. sec. XIX | Încarcă foto \| video | Raportează eroare |
| IS-II-m-B-03769                                                                           | Baia comunală | municipiul Iași                     | Str. Crișan 16 47.16118°N 27.57941°E | sf. sec. XIX |                       | Raportează eroare |
| IS-II-m-B-03770                                                                           | Casă | municipiul Iași                     | Str. Crișan 18 | sf. sec. XIX | Încarcă foto \| video | Raportează eroare |
| IS-II-m-B-03834 (RAN: 95079.22)                                                           | Biserica „Pogorârea Sf. Duh” - Curelari                                                                                  | municipiul Iași                     | Str. Curelari 2 | mijl. sec. XVIII | Alte imagini          | Raportează eroare |
| IS-II-m-B-03835                                                                           | Casa „Chateau aux Fleurs”                                                                                                | municipiul Iași                     | Fundacul Cuza Vodă 1 | sec. XIX | Încarcă foto \| video | Raportează eroare |
| IS-II-m-B-03836 (RAN: 95079.21)                                                           | Casă (locuințe și spații comerciale)                                                                                     | municipiul Iași                     | Str. Cuza Vodă 1 47.16486°N 27.58159°E | sec. XVIII | Alte imagini          | Raportează eroare |
| IS-II-m-B-03837                                                                           | Palatul „Braunstein” – salade expoziții a Uniunii Artiștilor Plastici, locuințe la etaj                                  | municipiul Iași                     | Str. Cuza Vodă 2 47.16544°N 27.58045°E | sf. sec. XIX Herman Clejan (arhitect)                                                                                                | Alte imagini          | Raportează eroare |
| IS-II-m-B-03838                                                                           | Palatul Neuschotz, azi Restaurant „Select”                                                                               | municipiul Iași                     | Str. Cuza Vodă 2 47.16519°N 27.58114°E | înc. sec. XX |                       | Raportează eroare |
| IS-II-m-B-03839 (RAN: 95079.10)                                                           | Casa Balș-Sturza, azi Direcția Județeană de Poștă Iași                                                                   | municipiul Iași                     | Str. Cuza Vodă 3 47.16532°N 27.58288°E | 1835-1850 | Alte imagini          | Raportează eroare |
| IS-II-m-B-03840                                                                           | Hotel Continental | municipiul Iași                     | Str. Cuza Vodă 4, Piața 14 decembrie 1989 47.16509°N 27.58177°E | înc. sec. XX |                       | Raportează eroare |
| IS-II-m-B-03841                                                                           | Casă | municipiul Iași                     | Str. Cuza Vodă 5 | sec. XX | Încarcă foto \| video | Raportează eroare |
| IS-II-m-B-03842                                                                           | Casă | municipiul Iași                     | Str. Cuza Vodă 9 | înc. sec. XX | Încarcă foto \| video | Raportează eroare |
| IS-II-m-B-03843                                                                           | Fostul sediu Banc Post                                                                                                   | municipiul Iași                     | Str. Cuza Vodă 10 47.16474°N 27.58318°E | sec. XX | Încarcă foto \| video | Raportează eroare |
| IS-II-m-B-03844                                                                           | Casă | municipiul Iași                     | Str. Cuza Vodă 11 47.16481°N 27.58352°E | înc. sec. XX |                       | Raportează eroare |
| IS-II-m-B-03845                                                                           | Farmacia „Ghițun” | municipiul Iași                     | Str. Cuza Vodă 27 47.16449°N 27.58464°E | prima jum. sec. XX | Încarcă foto \| video | Raportează eroare |
| IS-II-a-B-03846                                                                           | Filarmonica „Moldova” | municipiul Iași                     | Str. Cuza Vodă 29 47.1642°N 27.58569°E | sec. XIX | Alte imagini          | Raportează eroare |
| IS-II-m-B-03846.01                                                                        | „Notre Dame de Sion” | municipiul Iași                     | Str. Cuza Vodă 29 | 1860 | Alte imagini          | Raportează eroare |
| IS-II-m-B-03846.02                                                                        | Casa Alecu Balș | municipiul Iași                     | Str. Cuza Vodă 29 47.16436°N 27.58504°E | 1815 | Alte imagini          | Raportează eroare |
| IS-II-a-B-03847                                                                           | Maternitatea Cuza Vodă                                                                                                   | municipiul Iași                     | Str. Cuza Vodă 34 | 1807 | Încarcă foto \| video | Raportează eroare |
| IS-II-m-B-03847.01                                                                        | Casa marelui vornic Grigore Ghica                                                                                        | municipiul Iași                     | Str. Cuza Vodă 34 | 1807 | Alte imagini          | Raportează eroare |
| IS-II-m-B-03847.02                                                                        | Maternitatea Cuza Vodă                                                                                                   | municipiul Iași                     | Str. Cuza Vodă 34 | înc.sec. XX | Încarcă foto \| video | Raportează eroare |
| IS-II-m-B-03848                                                                           | Casă | municipiul Iași                     | Str. Cuza Vodă 37 | înc. sec. XX | Încarcă foto \| video | Raportează eroare |
| IS-II-m-B-03849                                                                           | Casa Calimah-Ghika, azi Academia Română                                                                                  | municipiul Iași                     | Str. Cuza Vodă 41 | sec. XIX | Alte imagini          | Raportează eroare |
| IS-II-m-B-03850                                                                           | Casă | municipiul Iași                     | Str. Cuza Vodă 43 | înc. sec. XX |                       | Raportează eroare |
| IS-II-m-B-03851                                                                           | Casă | municipiul Iași                     | Str. Cuza Vodă 45 47.1641°N 27.58876°E | sf. sec. XIX |                       | Raportează eroare |
| IS-II-a-A-03852 (RAN: 95079.45)                                                           | Ansamblul Mănăstirii Golia                                                                                               | municipiul Iași                     | Str. Cuza Vodă 51 47.16029°N 27.5933°E | sec. XVI - XVIII | Alte imagini          | Raportează eroare |
| IS-II-m-A-03852.01 (RAN: 95079.12.01)                                                     | Biserica „Înălțarea Domnului”                                                                                            | municipiul Iași                     | Str. Cuza Vodă 51 | 1652-1660 | Alte imagini          | Raportează eroare |
| IS-II-m-A-03852.02                                                                        | Stăreție | municipiul Iași                     | Str. Cuza Vodă 51 | sec. XVII | Alte imagini          | Raportează eroare |
| IS-II-m-A-03852.03                                                                        | Casa Apelor | municipiul Iași                     | Str. Cuza Vodă 51 | 1804 | Alte imagini          | Raportează eroare |
| IS-II-m-A-03852.04                                                                        | Casa Ion Creangă | municipiul Iași                     | Str. Cuza Vodă 51 | 1691 | Alte imagini          | Raportează eroare |
| IS-II-m-A-03852.05                                                                        | Cișmea | municipiul Iași                     | Str. Cuza Vodă 51 | 1766 | Alte imagini          | Raportează eroare |
| IS-II-m-A-03852.06                                                                        | Turnuri de colț | municipiul Iași                     | Str. Cuza Vodă 51 | 1667-1668 | Alte imagini          | Raportează eroare |
| IS-II-m-A-03852.07                                                                        | Turn clopotniță | municipiul Iași                     | Str. Cuza Vodă 51 47.16399°N 27.58952°E | prima jum. sec. XVII | Alte imagini          | Raportează eroare |
| IS-II-m-A-03852.08                                                                        | Zid de incintă | municipiul Iași                     | Str. Cuza Vodă 51 | 1667-1668 | Alte imagini          | Raportează eroare |
| IS-II-m-B-03853                                                                           | Casă, azi sediu OCOTA | municipiul Iași                     | Str. Cuza Vodă 53 | sec. XIX | Încarcă foto \| video | Raportează eroare |
| IS-II-m-B-03854                                                                           | Casă | municipiul Iași                     | Str. Cuza Vodă 58 | sf. sec. XIX | Încarcă foto \| video | Raportează eroare |
| IS-II-m-B-03855                                                                           | Casă-Starea Civilă | municipiul Iași                     | Str. Dancu 2 | sf. sec. XIX | Încarcă foto \| video | Raportează eroare |
| IS-II-m-B-03856                                                                           | Casă | municipiul Iași                     | Str. Dumbrava Roșie 3 | înc. sec. XX | Încarcă foto \| video | Raportează eroare |
| IS-II-m-B-03857                                                                           | Casă | municipiul Iași                     | Str. Dumbrava Roșie 3-A | înc. sec. XX | Încarcă foto \| video | Raportează eroare |
| IS-II-m-B-03858                                                                           | Casă | municipiul Iași                     | Str. Dumbrava Roșie 5 | înc. sec. XX | Încarcă foto \| video | Raportează eroare |
| IS-II-m-B-03859                                                                           | Casă | municipiul Iași                     | Str. Dumbrava Roșie 6 | prima jum. sec. XX | Încarcă foto \| video | Raportează eroare |
| IS-II-m-B-03860                                                                           | Sinagoga Merarilor | municipiul Iași                     | Str. Elena Doamna 13 | sf. sec. XIX | Alte imagini          | Raportează eroare |
| IS-II-m-B-03861                                                                           | „Casa de la cinci drumuri”, Sediul Comunității evreilor                                                                  | municipiul Iași                     | Str. Elena Doamna 15 47.163°N 27.594°E | 1820 | Alte imagini          | Raportează eroare |
| IS-II-m-B-03862                                                                           | Casă | municipiul Iași                     | Str. Elena Doamna 33 | prima jum. sec. XX |                       | Raportează eroare |
| IS-II-m-B-03863                                                                           | Biserica Apostolică | municipiul Iași                     | Str. Elena Doamna 35 | înc. sec. XX |                       | Raportează eroare |
| IS-II-m-B-03864                                                                           | Casă | municipiul Iași                     | Str. Elena Doamna 37 | mijl.sec. XIX |                       | Raportează eroare |
| IS-II-m-B-03865                                                                           | Casă | municipiul Iași                     | Str. Elena Doamna 39 47.16127°N 27.59615°E | a doua jum.sec. XIX | Alte imagini          | Raportează eroare |
| IS-II-m-B-03866                                                                           | Casă | municipiul Iași                     | Str. Elena Doamna 47 | prima jum. a sec. XX | Încarcă foto \| video | Raportează eroare |
| IS-II-m-B-03867                                                                           | Spitalul israelit, azi Maternitatea „Elena Doamna” (corp vechi)                                                          | municipiul Iași                     | Str. Elena Doamna 49 | sec. XIX | Alte imagini          | Raportează eroare |
| IS-II-m-B-03868                                                                           | Casa Otto Briese | municipiul Iași                     | Str. Eminescu Mihai 1 | înc. sec. XX | Încarcă foto \| video | Raportează eroare |
| IS-II-m-B-03869                                                                           | Casă | municipiul Iași                     | Str. Eminescu Mihai 4 | sf. sec. XIX | Încarcă foto \| video | Raportează eroare |
| IS-II-m-B-03870                                                                           | Casă | municipiul Iași                     | Str. Eminescu Mihai 6 | înc. sec. XX | Încarcă foto \| video | Raportează eroare |
| IS-II-m-B-03871                                                                           | Casă | municipiul Iași                     | Str. Eminescu Mihai 7 | înc. sec. XX | Încarcă foto \| video | Raportează eroare |
| IS-II-m-B-03872                                                                           | Casă | municipiul Iași                     | Str. Eminescu Mihai 7-A | a doua jum. sec. XIX | Încarcă foto \| video | Raportează eroare |
| IS-II-m-B-03873                                                                           | Casă | municipiul Iași                     | Str. Eminescu Mihai 13 | înc. sec. XX | Încarcă foto \| video | Raportează eroare |
| IS-III-m-B-20938                                                                          | Monument funerar „Golgotta”                                                                                              | municipiul Iași                     | Str. Eternitatea 121, În cimitirul Eternitatea 47.16722°N 27.60777°E | înc. sec XX |                       | Raportează eroare |
| IS-II-m-B-03874                                                                           | Școală tip „Spiru Haret”                                                                                                 | municipiul Iași                     | Str. Eternității 37 | înc. sec. XX | Încarcă foto \| video | Raportează eroare |
| IS-II-m-B-03875                                                                           | Casă | municipiul Iași                     | Str. Eternității 69 | a doua jum. sec. XIX | Încarcă foto \| video | Raportează eroare |
| IS-II-m-B-03876                                                                           | Casa Anastasie Fătu | municipiul Iași                     | Str. Florilor 1 | a doua jum. a sec. XIX | Încarcă foto \| video | Raportează eroare |
| IS-II-m-B-03877                                                                           | Casă | municipiul Iași                     | Str. Gane Nicolae 1 | a doua jum. a sec. XIX | Încarcă foto \| video | Raportează eroare |
| IS-II-m-B-03878                                                                           | Casa Eugen Botez | municipiul Iași                     | Str. Gane Nicolae 3 | a doua jum. a sec. XIX | Încarcă foto \| video | Raportează eroare |
| IS-II-m-B-03879                                                                           | Casă | municipiul Iași                     | Str. Gane Nicolae 7 | a doua jum. a sec. XIX | Încarcă foto \| video | Raportează eroare |
| IS-II-m-B-03880                                                                           | Casă | municipiul Iași                     | Str. Gane Nicolae 9 | a doua jum. a sec. XIX | Încarcă foto \| video | Raportează eroare |
| IS-II-m-B-03881                                                                           | Casă | municipiul Iași                     | Str. Gane Nicolae 11 | a doua jum. sec. XIX | Încarcă foto \| video | Raportează eroare |
| IS-II-m-B-03882                                                                           | Casă | municipiul Iași                     | Str. Gane Nicolae 13 | a doua jum. a sec. XIX | Încarcă foto \| video | Raportează eroare |
| IS-II-m-B-03883                                                                           | Casă | municipiul Iași                     | Str. Gane Nicolae 14 | a doua jum. a sec. XIX | Încarcă foto \| video | Raportează eroare |
| IS-II-m-B-03884                                                                           | Casă | municipiul Iași                     | Str. Gane Nicolae 15 | a doua jum. a sec. XIX | Încarcă foto \| video | Raportează eroare |
| IS-II-m-B-03885                                                                           | Tribunalul Judecătorului Sindic                                                                                          | municipiul Iași                     | Str. Gane Nicolae 20-A | înc. sec. XX | Încarcă foto \| video | Raportează eroare |
| IS-II-m-B-03886                                                                           | Casă | municipiul Iași                     | Str. Gane Nicolae 21 | înc. sec. XX | Încarcă foto \| video | Raportează eroare |
| IS-II-m-B-03887                                                                           | Casa scriitorului Nicolae Gane - Muzeul Literaturii Române                                                               | municipiul Iași                     | Str. Gane Nicolae 22-A | înc. sec. XIX | Încarcă foto \| video | Raportează eroare |
| IS-II-m-B-03888                                                                           | Casa Ade la Kogălniceanu                                                                                                 | municipiul Iași                     | Str. Gane Nicolae 23 | a doua jum. a sec. XIX | Încarcă foto \| video | Raportează eroare |
| IS-II-m-B-03889                                                                           | Casă | municipiul Iași                     | Str. Gane Nicolae 27 | înc. sec. XX | Încarcă foto \| video | Raportează eroare |
| IS-II-m-B-03890                                                                           | Casă | municipiul Iași                     | Str. Gane Nicolae 34 | înc. sec. XX | Încarcă foto \| video | Raportează eroare |
| IS-II-m-B-03891                                                                           | Gara | municipiul Iași                     | Piața Gării 47.16576°N 27.56986°E | 1863 | Alte imagini          | Raportează eroare |
| IS-II-a-B-03892                                                                           | Ansamblu urbanistic „Pavilioanele CFR”                                                                                   | municipiul Iași                     | Str. Gării 2 | înc. sec. XX |                       | Raportează eroare |
| IS-II-m-B-03893                                                                           | Vama cu antrepozite „Vama Veche”                                                                                         | municipiul Iași                     | Str. Gării 22 | 1893 | Alte imagini          | Raportează eroare |
| IS-II-m-A-03894                                                                           | Casă | municipiul Iași                     | Str. Gându 1 | a doua jum. a sec. XIX | Încarcă foto \| video | Raportează eroare |
| IS-II-m-B-03895                                                                           | Casă | municipiul Iași                     | Str. Gându 1-A | înc. sec. XX | Încarcă foto \| video | Raportează eroare |
| IS-II-m-B-20189                                                                           | Casă | municipiul Iași                     | Str. Gându 6 | sec. XIX | Încarcă foto \| video | Raportează eroare |
| IS-II-m-B-20187                                                                           | Cazarma Copou | municipiul Iași                     | Aleea Ghica Grigore 2 | sec. XIX Alexandru Costinescu | Alte imagini          | Raportează eroare |
| IS-II-m-B-20188                                                                           | Casa Ștefan Procopiu | municipiul Iași                     | Aleea Ghica Grigore 10 | înc. sec. XX |                       | Raportează eroare |
| IS-II-m-B-03896                                                                           | Casă | municipiul Iași                     | Aleea Ghica Grigore 30 | prima jum. sec. XX | Încarcă foto \| video | Raportează eroare |
| IS-II-m-B-03897                                                                           | Casă | municipiul Iași                     | Aleea Ghica Grigore 32 | prima jum. a sec. XX | Încarcă foto \| video | Raportează eroare |
| IS-II-m-B-03898                                                                           | Casa C. Balmuș | municipiul Iași                     | Aleea Ghica Grigore 40 | prima jum. a sec. XX | Încarcă foto \| video | Raportează eroare |
| IS-II-m-B-03899                                                                           | Casă | municipiul Iași                     | Aleea Ghica Grigore 42 | a doua jum. a sec. XIX | Încarcă foto \| video | Raportează eroare |
| IS-II-m-B-03900                                                                           | Casă | municipiul Iași                     | Aleea Ghica Grigore 44 | a doua jum. a sec. XIX | Încarcă foto \| video | Raportează eroare |
| IS-II-m-A-03901                                                                           | Casă | municipiul Iași                     | Aleea Ghica Grigore 45 | înc. sec. XX | Încarcă foto \| video | Raportează eroare |
| IS-II-m-B-03902                                                                           | Casă | municipiul Iași                     | Aleea Ghica Grigore 46 | înc. sec. XX | Încarcă foto \| video | Raportează eroare |
| IS-II-m-B-03903                                                                           | Casă | municipiul Iași                     | Aleea Ghica Grigore 49 | prima jum. a sec. XX | Încarcă foto \| video | Raportează eroare |
| IS-II-m-B-03904                                                                           | Casă | municipiul Iași                     | Aleea Ghica Grigore 50 | prima jum. a sec. XX | Încarcă foto \| video | Raportează eroare |
| IS-II-m-B-03905                                                                           | Spitalul Universitar de Psihiatrie Neurologie – secția „Ghelerter”                                                       | municipiul Iași                     | Str. Ghica Vodă 21 | a doua jum. a sec. XIX |                       | Raportează eroare |
| IS-II-m-B-03906                                                                           | Școala „Carmen Sylva” | municipiul Iași                     | Str. Ghica Vodă 24 | înc. sec. XX |                       | Raportează eroare |
| IS-II-a-A-03907 (RAN: 95079.25)                                                           | Ansamblul fostei Mănăstiri Barnovschi                                                                                    | municipiul Iași                     | Str. Ghica Vodă 26 47.16029°N 27.5933°E | sec. XVII |                       | Raportează eroare |
| IS-II-m-A-03907.01                                                                        | Biserica „Adormirea Maicii Domnului” Barnovschi                                                                          | municipiul Iași                     | Str. Ghica Vodă 26 | 1628 | Alte imagini          | Raportează eroare |
| IS-II-m-A-03907.02                                                                        | Casa egumenească (beciuri)                                                                                               | municipiul Iași                     | Str. Ghica Vodă 26 | 1786 |                       | Raportează eroare |
| IS-II-m-A-03907.03                                                                        | Chilii - ruine | municipiul Iași                     | Str. Ghica Vodă 26 | sec. XVII | Încarcă foto \| video | Raportează eroare |
| IS-II-m-A-03907.04                                                                        | Turn clopotniță | municipiul Iași                     | Str. Ghica Vodă 26 | sec. XVII | Alte imagini          | Raportează eroare |
| IS-II-m-B-03908 (RAN: 95079.15)                                                           | Biserica „Sf. Lazăr”(Biserica de la Vama cea Mare)                                                                       | municipiul Iași                     | Str. Gusti Dimitrie 1 | sf. sec. XVIII | Alte imagini          | Raportează eroare |
| IS-II-m-B-03909                                                                           | Casă | municipiul Iași                     | Str. Hașdeu Petriceicu Bogdan 4 | înc. sec. XX | Încarcă foto \| video | Raportează eroare |
| IS-II-m-B-03910                                                                           | Casă | municipiul Iași                     | Str. Horia 2 | înc.sec. XX | Încarcă foto \| video | Raportează eroare |
| IS-II-m-B-03911                                                                           | Casa Carp, azi Universitatea de Arte „George Enescu”                                                                     | municipiul Iași                     | Str. Horia 7-9 | sf. sec. XIX | Alte imagini          | Raportează eroare |
| IS-II-m-B-03912                                                                           | Școală tip „Spiru Haret”                                                                                                 | municipiul Iași                     | Str. Horia 10 | înc. sec. XX | Încarcă foto \| video | Raportează eroare |
| IS-II-m-B-03913                                                                           | Casa scriitorului Costache Negruzzi                                                                                      | municipiul Iași                     | Str. Horia 13 | înc. sec. XIX | Încarcă foto \| video | Raportează eroare |
| IS-II-a-B-03914 (RAN: 95079)                                                              | Ansamblul spitalului „Sf. Spiridon”                                                                                      | municipiul Iași                     | Bd. Independenței 1 | 1756-1758 |                       | Raportează eroare |
| IS-II-m-B-03914.01                                                                        | Biserica „Sf. Spiridon”                                                                                                  | municipiul Iași                     | Bd. Independenței 1 | înc. sec. XIX Eustatie Altini (pictor)                                                                                               | Alte imagini          | Raportează eroare |
| IS-II-m-B-03914.02                                                                        | Clinica chirurgie I+III, A.T.I.                                                                                          | municipiul Iași                     | Bd. Independenței 1 | înc.sec. XX | Încarcă foto \| video | Raportează eroare |
| IS-II-m-B-03914.03                                                                        | Clinicile de chirurgie, Pavilionul 3                                                                                     | municipiul Iași                     | Bd. Independenței 1 | 1757 | Încarcă foto \| video | Raportează eroare |
| IS-II-m-B-03914.04                                                                        | Clinica dermato, endocrine Pavilionul 4                                                                                  | municipiul Iași                     | Bd. Independenței 1 | 1895 | Încarcă foto \| video | Raportează eroare |
| IS-II-m-B-03914.05                                                                        | Clinica oftamologică, clinica I medicală, clinica ORL, clinica diabet, clinica a IV medicală, Pavilionul 5               | municipiul Iași                     | Bd. Independenței 1 | 1941 | Încarcă foto \| video | Raportează eroare |
| IS-II-m-B-03914.06                                                                        | Clinica a III medicală, Pavilionul 6                                                                                     | municipiul Iași                     | Bd. Independenței 1 | 1895 | Încarcă foto \| video | Raportează eroare |
| IS-II-m-B-03914.07                                                                        | Clinica radiologie, oncologie, imunologie, radiologie imagistică; pavilionul 9                                           | municipiul Iași                     | Bd. Independenței 1 | prima jum. a sec. XX | Încarcă foto \| video | Raportează eroare |
| IS-II-m-B-03914.08                                                                        | Cișmea (1) | municipiul Iași                     | Bd. Independenței 1 | 1731 | Încarcă foto \| video | Raportează eroare |
| IS-II-m-B-03914.09                                                                        | Cișmea (2) | municipiul Iași                     | Bd. Independenței 1 | 1765 | Încarcă foto \| video | Raportează eroare |
| IS-II-m-B-03914.10                                                                        | Turn clopotniță | municipiul Iași                     | Bd. Independenței 1 | 1786 |                       | Raportează eroare |
| IS-II-m-B-03914.11                                                                        | Zid de incintă | municipiul Iași                     | Bd. Independenței 1 | sec. XVIII | Încarcă foto \| video | Raportează eroare |
| IS-II-m-B-03915                                                                           | Muzeul de Istorie Naturală-birouri                                                                                       | municipiul Iași                     | Bd. Independenței 3 | a doua jum. a sec. XIX | Încarcă foto \| video | Raportează eroare |
| IS-II-m-B-03916                                                                           | Casa Asigurării Meșteșugarilor, azi policlinică stomatologică                                                            | municipiul Iași                     | Bd. Independenței 6-8 47.1687°N 27.5798°E | sec. XX |                       | Raportează eroare |
| IS-II-m-B-03917 (RAN: 95079.13)                                                           | Casa Roset, azi Muzeul de Istorie Naturală                                                                               | municipiul Iași                     | Bd. Independenței 16 47.16683°N 27.58407°E | înc. sec. XIX | Alte imagini          | Raportează eroare |
| IS-II-m-B-03918                                                                           | Casa Petru Poni | municipiul Iași                     | Str. Kogălniceanu Mihail 7-B 47.17264°N 27.58063°E | 1919-1939 | Încarcă foto \| video | Raportează eroare |
| IS-II-m-B-03919                                                                           | Casa Mihail Kogălniceanu                                                                                                 | municipiul Iași                     | Str. Kogălniceanu Mihail 11 47.17343°N 27.58054°E | prima jum. a sec. XIX | Alte imagini          | Raportează eroare |
| IS-II-m-B-03920                                                                           | Casă | municipiul Iași                     | Str. Kogălniceanu Mihail 12 | sf. sec. XIX | Încarcă foto \| video | Raportează eroare |
| IS-II-m-B-03921                                                                           | Casa Alexandru Philippide, azi Laboratorul de testare a medicamentelor                                                   | municipiul Iași                     | Str. Kogălniceanu Mihail 13 | sf. sec. XIX |                       | Raportează eroare |
| IS-II-m-B-03922                                                                           | Casă | municipiul Iași                     | Str. Kogălniceanu Mihail 16 | a doua jum. a sec. XIX | Încarcă foto \| video | Raportează eroare |
| IS-II-m-B-03923                                                                           | Casa Alexandru O. Teodoreanu                                                                                             | municipiul Iași                     | Str. Kogălniceanu Mihail 32 | a doua jum. a sec. XIX | Încarcă foto \| video | Raportează eroare |
| IS-II-m-B-03924                                                                           | Casă | municipiul Iași                     | Str. Langa Nicolae, colonel 5 | a doua jum a sec. XIX | Încarcă foto \| video | Raportează eroare |
| IS-II-m-B-03925                                                                           | Casă | municipiul Iași                     | Str. Langa Nicolae, colonel 7 | a doua jum. a sec. XIX | Încarcă foto \| video | Raportează eroare |
| IS-II-m-B-03926                                                                           | Casă | municipiul Iași                     | Str. Langa Nicolae, colonel 11 | a doua jum. a sec. XIX | Încarcă foto \| video | Raportează eroare |
| IS-II-m-B-03927                                                                           | Casă | municipiul Iași                     | Str. Langa Nicolae, colonel 13 | a doua jum. a sec. XIX |                       | Raportează eroare |
| IS-II-m-B-03928                                                                           | Casă | municipiul Iași                     | Str. Langa Nicolae, colonel 15 | a doua jum. a sec. XIX |                       | Raportează eroare |
| IS-II-m-B-03929                                                                           | Casa Drossu | municipiul Iași                     | Str. Lăpușneanu Alexandru 7-9 | sec. XIX | Încarcă foto \| video | Raportează eroare |
| IS-II-m-A-03930 (RAN: 95079.23)                                                           | Palatul domnitorului Alexandru Ioan Cuza (azi Muzeul „Unirii” - Complexul Național Muzeal Moldova)                       | municipiul Iași                     | Str. Lăpușneanu Alexandru 14 47.16742°N 27.57914°E | 1806 | Alte imagini          | Raportează eroare |
| IS-II-m-B-03931                                                                           | Casa Hălăceanu | municipiul Iași                     | Str. Lăpușneanu Alexandru 18 | 1902 | Încarcă foto \| video | Raportează eroare |
| IS-II-m-B-03932                                                                           | Palatul Telefoanelor | municipiul Iași                     | Str. Lăpușneanu Alexandru 22 | 1927 | Încarcă foto \| video | Raportează eroare |
| IS-II-m-B-03933                                                                           | Casă | municipiul Iași                     | Str. Maiorescu Titu 1 47.17634°N 27.56972°E | 1895-1896 |                       | Raportează eroare |
| IS-II-m-B-03934                                                                           | Casă | municipiul Iași                     | Str. Maiorescu Titu 7 | sf. sec. XIX | Încarcă foto \| video | Raportează eroare |
| IS-II-m-B-03935                                                                           | Casă | municipiul Iași                     | Str. Maiorescu Titu 9 | sf. sec. XIX | Încarcă foto \| video | Raportează eroare |
| IS-II-m-B-03936                                                                           | Casă | municipiul Iași                     | Str. Maiorescu Titu 11 | sf. sec. XIX | Încarcă foto \| video | Raportează eroare |
| IS-II-m-B-03937                                                                           | Casă | municipiul Iași                     | Str. Maiorescu Titu 12 47.1762°N 27.5683°E | înc. sec. XX | Încarcă foto \| video | Raportează eroare |
| IS-II-m-B-03938                                                                           | Casă | municipiul Iași                     | Str. Manolescu 4 | înc. sec. XX | Încarcă foto \| video | Raportează eroare |
| IS-II-m-B-03939                                                                           | Casa călăului (Casa Moruzi)                                                                                              | municipiul Iași                     | Str. Manta Roșie 17 47.13224°N 27.59672°E | sec. XIX |                       | Raportează eroare |
| IS-II-m-A-03940                                                                           | Ansamblul Mănăstirii Galata                                                                                              | municipiul Iași                     | Str. Mănăstirii 4 47.14619°N 27.56907°E | 1582-1583 | Alte imagini          | Raportează eroare |
| IS-II-m-A-03940.01                                                                        | Biserica „Înălțarea Domnului”                                                                                            | municipiul Iași                     | Str. Mănăstirii 4 | 1582-1583 |                       | Raportează eroare |
| IS-II-m-A-03940.02                                                                        | Palat domnesc | municipiul Iași                     | Str. Mănăstirii 4 | 1726-1728 |                       | Raportează eroare |
| IS-II-m-A-03940.03                                                                        | Turn clopotniță | municipiul Iași                     | Str. Mănăstirii 4 | 1584 | Alte imagini          | Raportează eroare |
| IS-II-m-A-03940.04                                                                        | Zid de incintă | municipiul Iași                     | Str. Mănăstirii 4 | 1584 |                       | Raportează eroare |
| IS-II-m-B-03941                                                                           | Universitatea „Al. I. Cuza”, corp administrativ                                                                          | municipiul Iași                     | Aleea Micle Veronica 1 | înc. sec. XX | Încarcă foto \| video | Raportează eroare |
| IS-II-m-B-03942                                                                           | Casă | municipiul Iași                     | Aleea Micle Veronica 8 | înc. sec. XX | Încarcă foto \| video | Raportează eroare |
| IS-II-m-B-03943                                                                           | Casă | municipiul Iași                     | Aleea Micle Veronica 10 | sf. sec. XIX | Încarcă foto \| video | Raportează eroare |
| IS-II-m-B-03944                                                                           | Casă | municipiul Iași                     | Aleea Micle Veronica 12 | înc. sec. XX | Încarcă foto \| video | Raportează eroare |
| IS-II-m-B-03946                                                                           | Casa Sion | municipiul Iași                     | Str. Muzicescu Gavril 9 | sf. sec. XIX | Încarcă foto \| video | Raportează eroare |
| IS-II-m-B-03947                                                                           | Casa Ghica | municipiul Iași                     | Str. Muzicescu Gavril 10 | 1820 | Încarcă foto \| video | Raportează eroare |
| IS-II-m-B-03948                                                                           | Casă | municipiul Iași                     | Str. Muzicescu Gavril 12 | sec. XIX | Încarcă foto \| video | Raportează eroare |
| IS-II-m-B-03949                                                                           | Casă | municipiul Iași                     | Str. Muzicescu Gavril 14 | sec. XIX | Încarcă foto \| video | Raportează eroare |
| IS-II-m-B-03950                                                                           | Casă | municipiul Iași                     | Str. Muzicescu Gavril 14 | sec. XIX | Încarcă foto \| video | Raportează eroare |
| IS-II-m-B-03951                                                                           | Casă (Fostul Conservator de Muzică)                                                                                      | municipiul Iași                     | Str. Muzicescu Gavril 18 | înc. sec. XX |                       | Raportează eroare |
| IS-II-m-B-03952                                                                           | Podul de piatră peste Bahlui                                                                                             | municipiul Iași                     | Șos. Națională 47.15738°N 27.57511°E | înc. sec. XIX | Alte imagini          | Raportează eroare |
| IS-II-m-B-03953                                                                           | Fosta manufactură de tutun, azi Fabrica de Țigarete                                                                      | municipiul Iași                     | Șos. Națională 1 | 1894 |                       | Raportează eroare |
| IS-II-a-A-03954                                                                           | Ansamblul fostei Mănăstiri „Sf. Sava”                                                                                    | municipiul Iași                     | Str. Negri Costache 44 47.1616°N 27.5886°E | 1625 | Alte imagini          | Raportează eroare |
| IS-II-m-A-03954.01                                                                        | Biserica „Adormirea Maicii Domnului”                                                                                     | municipiul Iași                     | Str. Negri Costache 44 | 1625 | Alte imagini          | Raportează eroare |
| IS-II-m-A-03954.02                                                                        | Anexe (ruine) | municipiul Iași                     | Str. Negri Costache 44 | 1625 | Încarcă foto \| video | Raportează eroare |
| IS-II-m-A-03954.03                                                                        | Zid de incintă | municipiul Iași                     | Str. Negri Costache 44 | 1625 | Încarcă foto \| video | Raportează eroare |
| IS-II-m-B-03955 (RAN: 95079.52)                                                           | Fosta Școală de Arte și Meserii                                                                                          | municipiul Iași                     | Str. Negri Costache 48 | sec. XVI | Alte imagini          | Raportează eroare |
| IS-II-m-B-03956                                                                           | Biserica „Sf. Ioan cel Nou” - Nicorița                                                                                   | municipiul Iași                     | Str. Nicoriță 1 | 1626-1629 |                       | Raportează eroare |
| IS-II-a-A-03957 (RAN: 95079.57)                                                           | Ansamblul Palatului Culturii                                                                                             | municipiul Iași                     | Piața Palat 1 47.15746°N 27.58685°E | înc. sec. XX Ion D. Berindey în colaborare cu Filip Xenopol, Grigore Cerchez (arhitect)                                              | Alte imagini          | Raportează eroare |
| IS-II-m-A-03957.01 (RAN: 95079.16.01, 95079.16.02, 95079.16.03, 95079.16.04, 95079.16.05) | Palatul Culturii | municipiul Iași                     | Piața Palat 1 47.15851°N 27.58613°E | înc. sec. XX Ion D. Berindey în colaborare cu A. D. Xenopol, Grigore Cerchez (arhitect)                                              | Alte imagini          | Raportează eroare |
| IS-II-m-A-03957.02                                                                        | Ruinele Curții domnești                                                                                                  | municipiul Iași                     | Piața Palat 1 | sec. XV - XVIII |                       | Raportează eroare |
| IS-II-m-B-03958                                                                           | Casă | municipiul Iași                     | Str. Pallady Theodor 9-A | înc. sec. XX | Încarcă foto \| video | Raportează eroare |
| IS-II-m-B-03959                                                                           | Casa pictorului Theodor Pallady                                                                                          | municipiul Iași                     | Str. Pallady Theodor 10-B | mijl. sec. XIX | Încarcă foto \| video | Raportează eroare |
| IS-II-m-B-03960                                                                           | Casa Sibi | municipiul Iași                     | Str. Pallady Theodor 12 | înc. sec. XX | Încarcă foto \| video | Raportează eroare |
| IS-II-m-B-03961 (RAN: 95079.58)                                                           | Pivnițele casei cronicarului Grigore Ureche                                                                              | municipiul Iași                     | Str. Panu Anastasie, la intersecția cu Str. Adamache | sec. XVII | Încarcă foto \| video | Raportează eroare |
| IS-II-m-B-03962                                                                           | Biserica „Sf. Nicolae Domnesc” și fragmente din zidul de incintă                                                         | municipiul Iași                     | Str. Panu Anastasie 65 47.15884°N 27.5873°E | 1884-1904, construită pe locul bisericii din 1491 - 1492                                                                             |                       | Raportează eroare |
| IS-II-m-A-03963 (RAN: 95079.64)                                                           | Muzeul Tiparului „Casa Dosoftei” - Muzeul Literaturii Române                                                             | municipiul Iași                     | Str. Panu Anastasie 69 47.15901°N 27.58662°E | 1677 | Alte imagini          | Raportează eroare |
| IS-II-m-A-21021                                                                           | Ruine zona hala centrală                                                                                                 | municipiul Iași                     | intersecția str. Anastasie Panu cu str. Sf. Lazăr 47.1605°N 27.59137°E | | Încarcă foto \| video | Raportează eroare |
| IS-II-m-B-03964                                                                           | Biblioteca Centrală Universitară „Mihai Eminescu”                                                                        | municipiul Iași                     | Str. Păcurari 4 47.16967°N 27.57703°E | 1934 Constantin Iotzu (arhitect), Emil Prager (inginer)                                                                              |                       | Raportează eroare |
| IS-II-m-B-03965                                                                           | Biserica „Sf. Paraschiva de Sus”                                                                                         | municipiul Iași                     | Str. Păcurari 6 | 1852 | Alte imagini          | Raportează eroare |
| IS-II-m-B-03966                                                                           | Casa Missir | municipiul Iași                     | Str. Păcurari 8 | înc. sec. XX | Încarcă foto \| video | Raportează eroare |
| IS-II-m-B-03967                                                                           | Casa Canano (primaînchisoare), azi Universitatea „Al. I. Cuza”                                                           | municipiul Iași                     | Str. Păcurari 9 | sf. sec. XIX - sec. XX |                       | Raportează eroare |
| IS-II-m-B-03968                                                                           | Casă | municipiul Iași                     | Str. Păcurari 10 | înc. sec. XX | Încarcă foto \| video | Raportează eroare |
| IS-II-m-B-03969 (RAN: 95079.59)                                                           | Casa Beldiman-Penescu, azi Universitatea Apollonia                                                                       | municipiul Iași                     | Str. Păcurari 11 | înc. sec. XIX | Alte imagini          | Raportează eroare |
| IS-II-m-B-03970                                                                           | Casă | municipiul Iași                     | Str. Păcurari 12 | a doua jum. a sec. XIX | Încarcă foto \| video | Raportează eroare |
| IS-II-m-B-03971                                                                           | Casa Gheorghe Racoviță                                                                                                   | municipiul Iași                     | Str. Păcurari 17 | a doua jum. a sec. XIX |                       | Raportează eroare |
| IS-II-m-B-03972                                                                           | Casă | municipiul Iași                     | Str. Păcurari 17-A | înc.sec. XX | Încarcă foto \| video | Raportează eroare |
| IS-II-m-B-03973                                                                           | Casa Pleșa - Lepădatu | municipiul Iași                     | Str. Păcurari 19 | sf. sec. XIX |                       | Raportează eroare |
| IS-II-m-B-03974                                                                           | Casă (Casa scriitorului Iacob Negruzzi)                                                                                  | municipiul Iași                     | Str. Păcurari 21 | înc. sec. XIX | Încarcă foto \| video | Raportează eroare |
| IS-II-m-B-03975                                                                           | Casa Praja | municipiul Iași                     | Str. Păcurari 23 | înc. sec. XX | Încarcă foto \| video | Raportează eroare |
| IS-II-m-B-03976                                                                           | Casa Anton Naum, azi grădiniță                                                                                           | municipiul Iași                     | Str. Păcurari 25 | sf. sec. XIX | Încarcă foto \| video | Raportează eroare |
| IS-II-m-B-03977                                                                           | Casa Buicliu, azi Biblioteca județeană „Gh. Asachi”                                                                      | municipiul Iași                     | Str. Păcurari 29 | sf. sec. XIX | Alte imagini          | Raportează eroare |
| IS-II-m-B-03978                                                                           | Casa Rojnița | municipiul Iași                     | Str. Păcurari 33 | sf. sec. XIX | Încarcă foto \| video | Raportează eroare |
| IS-II-m-B-03979                                                                           | Casa Verussi | municipiul Iași                     | Str. Păcurari 45 | înc. sec. XX | Încarcă foto \| video | Raportează eroare |
| IS-II-m-B-03980                                                                           | Casă | municipiul Iași                     | Str. Păcurari 47 | înc. sec. XX | Încarcă foto \| video | Raportează eroare |
| IS-II-m-B-03981                                                                           | Casa O. Mayer | municipiul Iași                     | Str. Păcurari 51-A | a doua jum. a sec. XIX | Încarcă foto \| video | Raportează eroare |
| IS-II-m-B-03982                                                                           | Casă | municipiul Iași                     | Str. Păcurari 54 | sf. sec. XIX | Încarcă foto \| video | Raportează eroare |
| IS-II-m-B-03983                                                                           | Casa Bădărău | municipiul Iași                     | Str. Păcurari 58 | a doua jum. a sec. XIX | Încarcă foto \| video | Raportează eroare |
| IS-II-m-B-03984                                                                           | Casă | municipiul Iași                     | Str. Păcurari 66 | a doua jum. a sec. XIX | Încarcă foto \| video | Raportează eroare |
| IS-II-m-B-03985                                                                           | Casă | municipiul Iași                     | Str. Păcurari 73 | sf. sec. XIX | Încarcă foto \| video | Raportează eroare |
| IS-II-m-B-03986                                                                           | Casa Bratu | municipiul Iași                     | Str. Păcurari 74 | sf. sec. XIX | Încarcă foto \| video | Raportează eroare |
| IS-II-m-B-03987                                                                           | Casă | municipiul Iași                     | Str. Păcurari 75 | sf. sec. XIX | Încarcă foto \| video | Raportează eroare |
| IS-II-m-B-03988                                                                           | Casa Ermacov | municipiul Iași                     | Str. Păcurari 77 | sf. sec. XIX | Încarcă foto \| video | Raportează eroare |
| IS-II-m-B-03989                                                                           | Casă | municipiul Iași                     | Str. Păcurari 77-B | sf. sec. XIX | Încarcă foto \| video | Raportează eroare |
| IS-II-m-B-03990                                                                           | Casa Papp | municipiul Iași                     | Str. Păcurari 83 | sf. sec. XIX | Încarcă foto \| video | Raportează eroare |
| IS-II-m-B-03991                                                                           | Beciul Fabricii de Bere                                                                                                  | municipiul Iași                     | Str. Păcurari 95 | sec. XIX | Încarcă foto \| video | Raportează eroare |
| IS-II-m-B-03992                                                                           | Fabrica de Tricotaje „Moldova” (corp vechi) și sediu Mica Industrie                                                      | municipiul Iași                     | Str. Păcurari 115 | sf. sec. XIX | Încarcă foto \| video | Raportează eroare |
| IS-II-a-B-03993                                                                           | Ansamblul urbanistic de locuințe „Pavilioanele C.F.R.” - 15 clădiri                                                      | municipiul Iași                     | Str. Peneș Curcanu, Cartier Aurora -str. Aurora nr. 15, 17, 18, 20, stradela Macazului nr. 2 și 4, strada Macazului 2, 3, 4,5, 6, 8, 10, 14, 16 47.17805°N 27.56497°E | prima jum. a sec. XX |                       | Raportează eroare |
| IS-II-m-B-03994                                                                           | Casă | municipiul Iași                     | Str. Petru Rareș 4 | sf. sec. XIX | Încarcă foto \| video | Raportează eroare |
| IS-II-m-B-03995 (RAN: 95079.60)                                                           | Casă | municipiul Iași                     | Str. Petru Rareș 6 | înc. sec. XIX | Încarcă foto \| video | Raportează eroare |
| IS-II-m-B-03996                                                                           | Casă | municipiul Iași                     | Str. Petru Rareș 11 | înc. sec. XX | Încarcă foto \| video | Raportează eroare |
| IS-II-m-B-03997                                                                           | Casă | municipiul Iași                     | Str. Petru Rareș 13 | înc. sec. XX | Încarcă foto \| video | Raportează eroare |
| IS-II-m-B-03998                                                                           | Casă | municipiul Iași                     | Str. Petru Rareș 17 | înc. sec. XX | Încarcă foto \| video | Raportează eroare |
| IS-II-m-B-03999                                                                           | Casă | municipiul Iași                     | Str. Petru Rareș 21 | sf. sec. XIX | Alte imagini          | Raportează eroare |
| IS-II-m-B-04000                                                                           | Casă | municipiul Iași                     | Str. Petru Rareș 23 | prima jum. a sec. XX | Încarcă foto \| video | Raportează eroare |
| IS-II-m-B-03759                                                                           | Palatul Mihai Sturza, azi Sediu S.C. Agroindustriala Bucium                                                              | municipiul Iași                     | Fundac Plopii fără Soț 18-22 | 1819 | Încarcă foto \| video | Raportează eroare |
| IS-II-m-B-04001 (RAN: 95079.61)                                                           | Mănăstirea „Sf. Atanasie și Chiril” (Biserica Copou)                                                                     | municipiul Iași                     | Str. Podgoriilor 47.19388°N 27.54805°E | 1809 | Alte imagini          | Raportează eroare |
| IS-II-m-B-04002                                                                           | Casa Baldovici - Wachtel                                                                                                 | municipiul Iași                     | Str. Pojarniciei 1 | a doua jum. a sec. XIX | Încarcă foto \| video | Raportează eroare |
| IS-II-m-B-04003                                                                           | Casa Ana Conta Kernbach                                                                                                  | municipiul Iași                     | Str. Pojarniciei 3 | sec. XIX | Încarcă foto \| video | Raportează eroare |
| IS-II-m-B-04004                                                                           | Casă | municipiul Iași                     | Str. Pojarniciei 4 | sec. XIX | Încarcă foto \| video | Raportează eroare |
| IS-II-m-B-04005                                                                           | Casa Baldovici - Wachtel                                                                                                 | municipiul Iași                     | Str. Potcoavei 4 | prima jum. a sec. XX | Încarcă foto \| video | Raportează eroare |
| IS-II-a-A-04006 (RAN: 95079.62)                                                           | Ansamblul Mănăstirii Frumoasa                                                                                            | municipiul Iași                     | Str. Radu Vodă 1 47.13°N 27.59°E | 1587, refăcută 1726 - 1733 | Alte imagini          | Raportează eroare |
| IS-II-m-A-04006.01                                                                        | Biserica „Sf. Voievozi”                                                                                                  | municipiul Iași                     | Str. Radu Vodă 1 | 1836-1839 | Alte imagini          | Raportează eroare |
| IS-II-m-A-04006.02                                                                        | Palatul de pe Ziduri | municipiul Iași                     | Str. Radu Vodă 1 | 1726-1733 | Alte imagini          | Raportează eroare |
| IS-II-m-A-04006.03                                                                        | Ruinele palatului „Pentru Femei”                                                                                         | municipiul Iași                     | Str. Radu Vodă 1 | sec. XVIII | Alte imagini          | Raportează eroare |
| IS-II-m-A-04006.04                                                                        | Turn clopotniță | municipiul Iași                     | Str. Radu Vodă 1 | 1819-1833 | Alte imagini          | Raportează eroare |
| IS-II-m-A-04006.05                                                                        | Zid de incintă | municipiul Iași                     | Str. Radu Vodă 1 | 1726-1733 | Alte imagini          | Raportează eroare |
| IS-II-m-B-04007                                                                           | Casa Gheorghe Ghibănescu                                                                                                 | municipiul Iași                     | Str. Rafael 1 | sec. XIX | Încarcă foto \| video | Raportează eroare |
| IS-II-m-B-04008                                                                           | Casă | municipiul Iași                     | Fundacul Ralet 6-B | prima jum. a sec. XX | Încarcă foto \| video | Raportează eroare |
| IS-II-m-B-04009                                                                           | Spital-Centrul Medical „Copou”                                                                                           | municipiul Iași                     | Str. Ralet 4 | sec. XIX | Încarcă foto \| video | Raportează eroare |
| IS-II-m-B-04010                                                                           | Casă | municipiul Iași                     | Str. Ralet 8 | înc. sec. XX | Încarcă foto \| video | Raportează eroare |
| IS-II-m-B-04011                                                                           | Casă | municipiul Iași                     | Str. Ralet 10 | înc. sec. XX | Încarcă foto \| video | Raportează eroare |
| IS-II-m-B-04012                                                                           | Casă | municipiul Iași                     | Str. Ralet 12 | înc. sec. XX | Încarcă foto \| video | Raportează eroare |
| IS-II-m-B-04013                                                                           | Casă | municipiul Iași                     | Str. Ralet 14 | sec. XIX | Încarcă foto \| video | Raportează eroare |
| IS-II-m-B-04014                                                                           | Esplanada Elisabeta (Râpa Galbenă)                                                                                       | municipiul Iași                     | Str. Râpa Galbenă | sf. sec. XIX-înc.sec XX |                       | Raportează eroare |
| IS-II-m-B-04015                                                                           | Casă | municipiul Iași                     | Str. Rece 1 | prima jum. a sec. XX | Încarcă foto \| video | Raportează eroare |
| IS-II-m-B-04016                                                                           | Restaurantul „Bolta Rece”                                                                                                | municipiul Iași                     | Str. Rece 10 47.16755°N 27.58683°E | sf. sec. XIX | Încarcă foto \| video | Raportează eroare |
| IS-II-m-B-04017                                                                           | Observator Astronomic | municipiul Iași                     | Aleea Sadoveanu Mihail 5 47.19308°N 27.55554°E | 1913 | Încarcă foto \| video | Raportează eroare |
| IS-II-m-B-04018                                                                           | Casă | municipiul Iași                     | Aleea Sadoveanu Mihail 39 | 1842 | Alte imagini          | Raportează eroare |
| IS-II-m-B-04019                                                                           | Biserica (Capela Sfinții Trei Ierarhi – Școala Normală „Vasile Lupu”)                                                    | municipiul Iași                     | Aleea Sadoveanu Mihail 46 47.20083°N 27.54143°E | 1891 | Alte imagini          | Raportează eroare |
| IS-II-m-B-04020                                                                           | Școala Normală „Vasile Lupu” corp vechi                                                                                  | municipiul Iași                     | Aleea Sadoveanu Mihail 46 | 1891 | Alte imagini          | Raportează eroare |
| IS-II-m-B-04023                                                                           | Casa Anastasie Bașotă | municipiul Iași                     | Str. Sărăriei 14 | 1838 | Alte imagini          | Raportează eroare |
| IS-II-m-B-04024                                                                           | Casa Sion | municipiul Iași                     | Str. Sărăriei 22 | 1829-1833 | Încarcă foto \| video | Raportează eroare |
| IS-II-m-B-04025                                                                           | Biserica „Adormirea Maicii Domnului”, „Sf. Antonie” (Biserica Vulpe)                                                     | municipiul Iași                     | Str. Sărăriei 40 | 1844 |                       | Raportează eroare |
| IS-II-m-B-04026                                                                           | Casă | municipiul Iași                     | Str. Sărăriei 43 | mijl. sec. XIX | Încarcă foto \| video | Raportează eroare |
| IS-II-m-B-04027                                                                           | Casă | municipiul Iași                     | Str. Sărăriei 91 | a doua jum. a sec. XIX | Încarcă foto \| video | Raportează eroare |
| IS-II-m-B-04028                                                                           | Bloc de locuințe | municipiul Iași                     | Str. Sărăriei 111 | prima jum. a sec. XX | Încarcă foto \| video | Raportează eroare |
| IS-II-m-B-04029                                                                           | Școala Spiru Haret, orfelinat catolic                                                                                    | municipiul Iași                     | Str. Sărăriei 134 | înc. sec. XX | Încarcă foto \| video | Raportează eroare |
| IS-II-m-B-04021                                                                           | Casă | municipiul Iași                     | Stradela Sărăriei 4 | înc. sec. XX | Încarcă foto \| video | Raportează eroare |
| IS-II-m-B-04022                                                                           | Casa Mungiu – locuință, fostă a scriitorului C. Stere                                                                    | municipiul Iași                     | Stradela Sărăriei 6 | a doua jum.a sec. XIX | Încarcă foto \| video | Raportează eroare |
| IS-II-m-B-04030                                                                           | Casa Milescu, azi tipografia U. M.F.                                                                                     | municipiul Iași                     | Str. Săulescu 4 | a doua jum. a sec. XIX |                       | Raportează eroare |
| IS-II-m-B-04031                                                                           | Casă | municipiul Iași                     | Str. Săulescu 8 | a doua jum. a sec. XIX | Încarcă foto \| video | Raportează eroare |
| IS-II-m-B-04032 (RAN: 95079.63)                                                           | Casa Beldiman, azi Clubul Copiilor                                                                                       | municipiul Iași                     | Str. Săulescu 10 | 1819 | Încarcă foto \| video | Raportează eroare |
| IS-II-m-B-04033                                                                           | Casă | municipiul Iași                     | Str. Săulescu 13 47.16446°N 27.57867°E | înc. sec. XX |                       | Raportează eroare |
| IS-II-m-B-04034 (RAN: 95079.55)                                                           | Casa Mavrocordat | municipiul Iași                     | Str. Săulescu 17 | înc. sec. XIX | Încarcă foto \| video | Raportează eroare |
| IS-II-m-B-04035                                                                           | Casa scriitoarei Magda Isanos                                                                                            | municipiul Iași                     | Str. Săulescu 19-A | înc. sec. XX | Încarcă foto \| video | Raportează eroare |
| IS-II-m-B-04036                                                                           | Casă | municipiul Iași                     | Str. Sf. Atanasie 1 | sec. XIX | Încarcă foto \| video | Raportează eroare |
| IS-II-m-B-04038                                                                           | Casa prof. Ivanov (Casa savanților Petru Bogdan și loan Petru Culianu)                                                   | municipiul Iași                     | Str. Sf. Atanasie 13 | sec. XVII | Încarcă foto \| video | Raportează eroare |
| IS-II-m-B-04039                                                                           | Casa Leonescu | municipiul Iași                     | Str. Sf. Atanasie 16 | înc.sec. XIX | Încarcă foto \| video | Raportează eroare |
| IS-II-m-B-04040                                                                           | Casa parohială a bisericii „Sf. Atanasie și Chiril”                                                                      | municipiul Iași                     | Str. Sf. Atanasie 20 | sec. XIX | Încarcă foto \| video | Raportează eroare |
| IS-II-m-B-04041 (RAN: 95079.50)                                                           | Biserica „Sf. Atanasie și Chiril”                                                                                        | municipiul Iași                     | Str. Sf. Atanasie 20 | 1638, refăcută 1702 | Alte imagini          | Raportează eroare |
| IS-II-m-B-04042                                                                           | Casă | municipiul Iași                     | Str. Sf. Atanasie 22 | înc. sec. XX |                       | Raportează eroare |
| IS-II-m-B-04043                                                                           | Casă | municipiul Iași                     | Str. Sf. Atanasie 24 | prima jum. a sec. XIX | Încarcă foto \| video | Raportează eroare |
| IS-II-m-B-04044                                                                           | Casă | municipiul Iași                     | Str. Sf. Atanasie 25 | prima jum. a sec. XIX | Încarcă foto \| video | Raportează eroare |
| IS-II-m-B-04045                                                                           | Casă | municipiul Iași                     | Str. Sf. Atanasie 26 | prima jum. a sec. XIX | Încarcă foto \| video | Raportează eroare |
| IS-II-m-B-04046                                                                           | Casa Buțureanu | municipiul Iași                     | Str. Sf. Atanasie 28 | prima jum. a sec. XIX | Încarcă foto \| video | Raportează eroare |
| IS-II-m-B-04037                                                                           | Casa Culianu | municipiul Iași                     | Stradela Sf. Atanasie 1 | sec. XIX | Încarcă foto \| video | Raportează eroare |
| IS-II-m-B-04047                                                                           | Casa - Direcția județeană pentru tineret și sport                                                                        | municipiul Iași                     | Str. Sf. Lazăr 76 | prima jum a sec. XX | Încarcă foto \| video | Raportează eroare |
| IS-II-m-B-04049                                                                           | Casă | municipiul Iași                     | Str. Sf. Sava 6 | a doua jum a sec. XIX | Încarcă foto \| video | Raportează eroare |
| IS-II-m-B-04050                                                                           | Casă | municipiul Iași                     | Str. Sf. Sava 9 47.16271°N 27.58723°E | sf. sec. XIX |                       | Raportează eroare |
| IS-II-m-B-04051                                                                           | Casă | municipiul Iași                     | Str. Sf. Sava 17 47.16293°N 27.58831°E | sf. sec. XIX |                       | Raportează eroare |
| IS-II-m-B-04052                                                                           | Casă | municipiul Iași                     | Str. Sf. Sava 19 | sf. sec. XIX | Încarcă foto \| video | Raportează eroare |
| IS-II-m-B-04053                                                                           | Casă | municipiul Iași                     | Str. Sf. Sava 22 | sf. sec. XIX | Încarcă foto \| video | Raportează eroare |
| IS-II-m-B-04054 (RAN: 95079.51)                                                           | Biserica „Sf. Teodor” | municipiul Iași                     | Str. Sfântul Teodor 14 | 1750-1761 Marele vornic Solomon Bârlădeanul (ctitor)                                                                                 | Alte imagini          | Raportează eroare |
| IS-II-m-B-04055                                                                           | Institutul de Anatomie                                                                                                   | municipiul Iași                     | Str. Sfântul Teodor 32 47.16793°N 27.58511°E | 1891-1894 Ștefan Emilian (arhitect), Vladislav Heggel (sculptorul frontonului)                                                       | Alte imagini          | Raportează eroare |
| IS-II-m-B-04057 (RAN: 95079.49)                                                           | Sinagoga Mare | municipiul Iași                     | Str. Sinagogilor 1 47.1655°N 27.5922°E | sec. XVIII | Alte imagini          | Raportează eroare |
| IS-II-a-B-03758 (RAN: 95079.26)                                                           | Biserica cu hramul „Nașterea Maicii Domnului”, Sfinților Atanasie și Chiril denumită și Socola Mică                      | municipiul Iași                     | Fundac Socola 9 | sec. XIX | Încarcă foto \| video | Raportează eroare |
| IS-II-m-B-04056                                                                           | Casa „Zup Emil” | municipiul Iași                     | Str. Spinți 1 | sec. XX | Încarcă foto \| video | Raportează eroare |
| IS-II-m-B-04058                                                                           | Casa Moruzi | municipiul Iași                     | Str. Spitalul Pașcanu 4 | înc. sec. XX | Încarcă foto \| video | Raportează eroare |
| IS-II-m-B-04059                                                                           | Spitalul Cantacuzino - Pașcanu                                                                                           | municipiul Iași                     | Str. Spitalul Pașcanu 11 | 1854-1858 | Încarcă foto \| video | Raportează eroare |
| IS-II-m-B-04060                                                                           | Biserica „Adormirea Maicii Domnului” - Lipovenească                                                                      | municipiul Iași                     | Splaiul Stâng Bahlui 4 | 1830 Ștefan Emilian | Alte imagini          | Raportează eroare |
| IS-II-m-B-04061 (RAN: 95079.38)                                                           | Biserica „Buna Vestire” (Biserica Blagoveștenia din Muntenime)                                                           | municipiul Iași                     | Str. Sulfinei 12 | 1818 Vornicul Ion Tăutu, soția sa Maria (ctitori)                                                                                    |                       | Raportează eroare |
| IS-II-m-B-04062                                                                           | Casă cu pridvor de lemn, fosta casă parohială a bisericii „Buna Vestire”                                                 | municipiul Iași                     | Str. Sulfinei 12 | sec. XIX | Încarcă foto \| video | Raportează eroare |
| IS-II-a-B-04063                                                                           | Ansamblul bisericii „Sf. Apostol Toma” și „Sf. Ecaterina”                                                                | municipiul Iași                     | Str. Școalei 4 47.17345°N 27.565°E | 1807 |                       | Raportează eroare |
| IS-II-m-B-04063.01                                                                        | Biserica „Sf. Apostol Toma și Sf. Ecaterina”                                                                             | municipiul Iași                     | Str. Școalei 4 | 1807 |                       | Raportează eroare |
| IS-II-m-B-04063.02                                                                        | Casă parohială | municipiul Iași                     | Str. Școalei 4 | sf. sec. XIX | Încarcă foto \| video | Raportează eroare |
| IS-II-m-B-04064                                                                           | Casă | municipiul Iași                     | Str. Școalei 6 | înc. sec. XX | Încarcă foto \| video | Raportează eroare |
| IS-II-m-B-04066                                                                           | Palatul Roset-Roznovanu - Primăria Municipiului Iași                                                                     | municipiul Iași                     | Bd. Ștefan cel Mare și Sfânt 11 47.1617°N 27.5841°E | 1832 | Alte imagini          | Raportează eroare |
| IS-II-m-B-04067                                                                           | Casa Nicodim | municipiul Iași                     | Bd. Ștefan cel Mare și Sfânt 14 | înc. sec. XX | Încarcă foto \| video | Raportează eroare |
| IS-II-m-B-04068                                                                           | Administrația Finanțelor Publice Locale și sedii partide                                                                 | municipiul Iași                     | Bd. Ștefan cel Mare și Sfânt 15 | înc. sec. XX |                       | Raportează eroare |
| IS-II-a-A-04069 (RAN: 95079.44)                                                           | Ansamblul Mitropoliei Moldovei și Bucovinei                                                                              | municipiul Iași                     | Bd. Ștefan cel Mare și Sfânt 16 47.1616°N 27.58208°E | sec. XVIII |                       | Raportează eroare |
| IS-II-m-A-04069.01                                                                        | Catedrala „Sf. Gheorghe” și „Întâmpinarea Domnului”                                                                      | municipiul Iași                     | Bd. Ștefan cel Mare și Sfânt 16 47.1626°N 27.58406°E | 1886 Gustav Freywald, Bucher, Mihail Singurov, Alexandru Orăscu (arhitect)                                                           | Alte imagini          | Raportează eroare |
| IS-II-m-A-04069.02                                                                        | Biserica „Sf. Gheorghe Vechi”                                                                                            | municipiul Iași                     | Bd. Ștefan cel Mare și Sfânt 16 47.16114°N 27.58311°E | 1758-1766 | Alte imagini          | Raportează eroare |
| IS-II-m-A-04069.03 (RAN: 95079.01.01)                                                     | Palatul Mitropolitan | municipiul Iași                     | Bd. Ștefan cel Mare și Sfânt 16 | 1902-1907 Gheorghe Popovici (pictura interioară)                                                                                     | Alte imagini          | Raportează eroare |
| IS-II-m-A-04069.04                                                                        | Trei clădiri administrative                                                                                              | municipiul Iași                     | Bd. Ștefan cel Mare și Sfânt 16 | mijl. sec XX |                       | Raportează eroare |
| IS-II-m-A-04069.05                                                                        | Fântâna lui Mihail de Hodocin                                                                                            | municipiul Iași                     | Bd. Ștefan cel Mare și Sfânt 16 | 1851 | Încarcă foto \| video | Raportează eroare |
| IS-II-m-B-04070                                                                           | Banca Națională | municipiul Iași                     | Bd. Ștefan cel Mare și Sfânt 17 | 1946-1947 |                       | Raportează eroare |
| IS-II-m-B-04071                                                                           | Casă | municipiul Iași                     | Bd. Ștefan cel Mare și Sfânt 18-20 | înc. sec. XX | Încarcă foto \| video | Raportează eroare |
| IS-II-m-B-04072                                                                           | Casă | municipiul Iași                     | Bd. Ștefan cel Mare și Sfânt 22-24 | înc.sec. XX | Încarcă foto \| video | Raportează eroare |
| IS-II-m-B-04073                                                                           | Casa Orest Tafrali, azi tipografia Episcopiei Catolice                                                                   | municipiul Iași                     | Bd. Ștefan cel Mare și Sfânt 26 | înc. sec. XX |                       | Raportează eroare |
| IS-II-m-A-04074 (RAN: 95079.43)                                                           | Catedrala romano-catolică „Adormirea Maicii Domnului”                                                                    | municipiul Iași                     | Bd. Ștefan cel Mare și Sfânt 26 47.15992°N 27.58336°E | 1789 | Alte imagini          | Raportează eroare |
| IS-II-a-A-04076 (RAN: 95079.42)                                                           | Mănăstirea „Sf. Trei Ierarhi”                                                                                            | municipiul Iași                     | Bd. Ștefan cel Mare și Sfânt 28 47.15969°N 27.58454°E | 1637-1639 | Alte imagini          | Raportează eroare |
| IS-II-m-A-04076.01                                                                        | Biserica „Sf. Trei Ierarhi”                                                                                              | municipiul Iași                     | Bd. Ștefan cel Mare și Sfânt 28 47.15968°N 27.5851°E | 1637-1639 |                       | Raportează eroare |
| IS-II-m-A-04076.02                                                                        | Sala gotică | municipiul Iași                     | Bd. Ștefan cel Mare și Sfânt 28 | înc. sec. XIX, refăcută 1904 |                       | Raportează eroare |
| IS-II-m-B-04077                                                                           | Școala generală nr. 1 „Gheorghe Asachi”                                                                                  | municipiul Iași                     | Bd. Ștefan cel Mare și Sfânt 30 47.15921°N 27.58532°E | 1909 |                       | Raportează eroare |
| IS-II-m-B-04078 (RAN: 95079.41)                                                           | Biserica „Nașterea Maicii Domnului”-Tălpălari                                                                            | municipiul Iași                     | Str. Tălpălari 3 | sec. XIX Marele vistiernic Iordachi Cantacuzino (ctitor)                                                                             | Alte imagini          | Raportează eroare |
| IS-II-m-B-04079                                                                           | Casă | municipiul Iași                     | Str. Teodoreanu Ionel 3 | prima jum. a sec. XX | Încarcă foto \| video | Raportează eroare |
| IS-II-m-B-04080                                                                           | Casă | municipiul Iași                     | Str. Topârceanu George 6 | sf. sec. XIX | Încarcă foto \| video | Raportează eroare |
| IS-II-m-B-04081                                                                           | Casă | municipiul Iași                     | Str. Topârceanu George 13 | înc. sec. XX | Încarcă foto \| video | Raportează eroare |
| IS-II-m-B-04082 (RAN: 95079.40, 95480.02)                                                 | Biserica „Cuvioasa Paraschiva” - (Mitocul Maicilor)                                                                      | municipiul Iași                     | Pasajul Trianon 1 47.1677°N 27.58°E | 1819 | Alte imagini          | Raportează eroare |
| IS-II-m-B-04083                                                                           | Casa Moruzi | municipiul Iași                     | Str. Turcu 16 | a doua jum. a sec. XIX | Încarcă foto \| video | Raportează eroare |
| IS-II-m-B-04084                                                                           | Hotel Traian | municipiul Iași                     | Piața Unirii 1 47.16622°N 27.57934°E | 1900 Gustave Eiffel (arhitect) | Alte imagini          | Raportează eroare |
| IS-II-m-B-04085 (RAN: 95079.39)                                                           | Universitatea de Medicină și Farmacie, Corp rectorat și spații de învățământ (Palatul „Calimachi”)                       | municipiul Iași                     | Str. Universității 16 47.16834°N 27.5846°E | 1791-1793 | Alte imagini          | Raportează eroare |
| IS-II-m-B-04086                                                                           | Uzina electrică | municipiul Iași                     | Str. Uzinei 38 | 1894 | Încarcă foto \| video | Raportează eroare |
| IS-II-m-B-04087                                                                           | Grădinița „Sf. Nicolae”                                                                                                  | municipiul Iași                     | Str. Uzinei 68 47.1609°N 27.57917°E | a doua jum. a sec. XIX |                       | Raportează eroare |
| IS-II-m-B-04088                                                                           | Școală tip „Spiru Haret”                                                                                                 | municipiul Iași                     | Str. Vasile Lupu 63 | înc. sec. XX | Încarcă foto \| video | Raportează eroare |
| IS-II-m-B-20932                                                                           | Biserica „Sf. Nicolae” Ciurchi                                                                                           | municipiul Iași                     | Str. Vasile Lupu 70 | 1813 | Alte imagini          | Raportează eroare |
| IS-II-m-B-04089                                                                           | Palatul de vară a lui Ioniță Sandu Sturza                                                                                | municipiul Iași                     | Str. Viticultorilor 30 47.19762°N 27.54565°E | 1822-1825 |                       | Raportează eroare |
| IS-II-m-B-04090                                                                           | Abator– corp vechi | municipiul Iași                     | Str. Vlaicu Aurel 78 | sf. sec. XIX |                       | Raportează eroare |
| IS-II-m-B-04091                                                                           | Casă | municipiul Iași                     | Str. Vovidenia 6 | înc. sec. XX | Încarcă foto \| video | Raportează eroare |
| IS-II-m-B-04092 (RAN: 95079)                                                              | Biserica „Intrarea în Biserică” - Vovidenia                                                                              | municipiul Iași                     | Str. Vovidenia 11 | 1645 | Alte imagini          | Raportează eroare |
| IS-II-m-B-04093                                                                           | Casă | municipiul Iași                     | Str. Vovidenia 12 | prima jum. sec. XX | Încarcă foto \| video | Raportează eroare |
| IS-II-a-B-04094                                                                           | Biserica „Sf. Ioan Gură de Aur” cu mormântul lui Barbu Lăutarul                                                          | municipiul Iași                     | Stradela Zlataust 5 47.15966°N 27.59721°E | 1683, adăugiri 1855 | Alte imagini          | Raportează eroare |
| IS-II-m-B-04096                                                                           | Casa Burchi - Zmeu | municipiul Iași                     | Str. Zmeu 3 47.15968°N 27.59578°E | 1800-1832 |                       | Raportează eroare |
| IS-II-m-B-04183                                                                           | Gară | sat Iacobeni; comuna Vlădeni        | | sf. sec. XIX | Încarcă foto \| video | Raportează eroare |
| IS-II-m-B-04184                                                                           | Biserica „Buna Vestire”                                                                                                  | sat Iepureni; comuna Andrieșeni     | | 1806 | Încarcă foto \| video | Raportează eroare |
| IS-II-m-B-04185 (RAN: 95729.02)                                                           | Biserica de lemn „Sf. Nicolae”                                                                                           | sat Iepureni; comuna Andrieșeni     | | 1783 | Alte imagini          | Raportează eroare |
| IS-II-m-B-04186                                                                           | Biserica de lemn „Sf. Nicolae”                                                                                           | sat Ipatele; comuna Ipatele         | | 1805 | Alte imagini          | Raportează eroare |
| IS-III-m-B-04275                                                                          | Monumentul lui Vasile Alecsandri                                                                                         | municipiul Iași                     | Str. Bârsescu Agatha 18, în fața Teatrului Național 47.16305°N 27.5846°E | 1906 Wladimir C. Hegel (sculptor) | Alte imagini          | Raportează eroare |
| IS-III-m-B-04276                                                                          | Bustul generalului Henry Mathias Berthelot                                                                               | municipiul Iași                     | Str. Bârsescu Agatha 18, în parcul Teatrului Național | înc. sec. XX |                       | Raportează eroare |
| IS-III-m-B-04277                                                                          | Monumentul Eroilor din primul război mondial                                                                             | municipiul Iași                     | Șos. Bucium 86 | înc. sec. XX Ion Mateescu (sculptor), Arsenalul Armatei (turnare), Fabrica „V.V. Rășcanu”, București (cizelare, montare și patinare) | Alte imagini          | Raportează eroare |
| IS-III-m-B-04278                                                                          | Monumentul omului politic Mihail Kogălniceanu                                                                            | municipiul Iași                     | Bd. Carol I, în fața Universității | 1905 Raffaello Romanelli (sculptor)                                                                                                  | Alte imagini          | Raportează eroare |
| IS-III-m-B-04279                                                                          | Monumentul istoricului A. D. Xenopol                                                                                     | municipiul Iași                     | Bd. Carol I, în fața Universității | 1934 | Încarcă foto \| video | Raportează eroare |
| IS-III-m-B-04280                                                                          | Bustul lui Mihai Eminescu                                                                                                | municipiul Iași                     | Bd. Carol I, în Grădina Copou | 1988 |                       | Raportează eroare |
| IS-III-m-B-04281                                                                          | Statuia ecvestră a Eroilor cavaleri din primul război mondial                                                            | municipiul Iași                     | Bd. Carol I, în fața grădinii Copou 47.17933°N 27.56867°E | 1927 Ion C. Dimitriu-Bârlad (sculptor)                                                                                               |                       | Raportează eroare |
| IS-III-m-B-04282                                                                          | Monumentul lui Mihai Eminescu                                                                                            | municipiul Iași                     | Bd. Carol I 2, în fața Bibliotecii Universitare 47.17043°N 27.57583°E | 1929 Ion Schmidt Faur (sculptor) | Alte imagini          | Raportează eroare |
| IS-III-m-B-04283                                                                          | Monumentul lui Alexandru cel Bun                                                                                         | municipiul Iași                     | Bd. Carol I 2, Parc Casa Tineretului | 1971 Ioan Iordănescu (sculptor) |                       | Raportează eroare |
| IS-III-m-B-04284                                                                          | Monumentul lui Dimitrie Cantemir                                                                                         | municipiul Iași                     | Bd. Carol I 2, Parc Casa Tineretului | 1934 Ion Dimitriu-Bârlad (sculptor)                                                                                                  |                       | Raportează eroare |
| IS-III-m-B-04285                                                                          | Monumentul lui Dragoș Vodă                                                                                               | municipiul Iași                     | Bd. Carol I 2, Parc Casa Tineretului | 1971 Ion Jalea (sculptor) |                       | Raportează eroare |
| IS-III-m-B-04286                                                                          | Statuia Ioan Vodă cel Viteaz                                                                                             | municipiul Iași                     | Bd. Carol I 2, Parc Casa Tineretului | 1971 Iftimie Bârleanu (sculptor) |                       | Raportează eroare |
| IS-III-m-B-04287                                                                          | Monumentul lui Mihai Viteazul                                                                                            | municipiul Iași                     | Bd. Carol I 2, Parc Casa Tineretului | 1971 Ion Jalea (sculptor) |                       | Raportează eroare |
| IS-III-m-B-04288                                                                          | Statuia Petru Rareș | municipiul Iași                     | Bd. Carol I 2, Parc Casa Tineretului | 1971 Ion Dămăceanu (sculptor) | Încarcă foto \| video | Raportează eroare |
| IS-III-m-B-04289                                                                          | Monumentul lui Ștefan cel Mare                                                                                           | municipiul Iași                     | Bd. Carol I 2, Parc Casa Tineretului | 1971 Ion Dimitriu-Bârlad (sculptor)                                                                                                  | Încarcă foto \| video | Raportează eroare |
| IS-III-m-B-04290                                                                          | Obeliscul leilor | municipiul Iași                     | Bd. Carol I 31, în Grădina Copou 47.17853°N 27.56697°E | 1834 Gheorghe Asachi (inginer), Johann Freiwald (arhitect), Mihail Singurov (inginer)                                                | Alte imagini          | Raportează eroare |
| IS-III-m-B-04291                                                                          | Bustul lui Octav Băncilă                                                                                                 | municipiul Iași                     | Bd. Carol I 31, în Grădina Copou | 1970 |                       | Raportează eroare |
| IS-III-m-B-04292                                                                          | Monumentul lui Ion Creangă                                                                                               | municipiul Iași                     | Bd. Carol I 31, în Grădina Copou | 1932 Ion Dimitriu-Bârlad (sculptor)                                                                                                  |                       | Raportează eroare |
| IS-III-m-B-04293                                                                          | Bustul lui Barbu Ștefănescu Delavrancea                                                                                  | municipiul Iași                     | Bd. Carol I 31, Grădina Copou | 1924 Ion Mateescu (refăcut de Constantin Crengăniș)                                                                                  | Alte imagini          | Raportează eroare |
| IS-III-m-B-04294                                                                          | Bustul lui Mihai Eminescu                                                                                                | municipiul Iași                     | Bd. Carol I 31, Grădina Copou | 1943 Ion Mateescu (sculptor) | Alte imagini          | Raportează eroare |
| IS-III-m-B-04295                                                                          | Bustul lui Nicolae Gane                                                                                                  | municipiul Iași                     | Bd. Carol I 31, Grădina Copou | 1943 Richard Hette (refăcut de Constantin Crengăniș)                                                                                 |                       | Raportează eroare |
| IS-III-m-B-04296                                                                          | Monumentul poetei Veronica Micle                                                                                         | municipiul Iași                     | Bd. Carol I 31, Grădina Copou | înc. sec. XX Ion Irimescu |                       | Raportează eroare |
| IS-III-m-B-04297                                                                          | Bustul lui Costache Negruzzi                                                                                             | municipiul Iași                     | Bd. Carol I 31, Grădina Copou | 1934 Ion Mateescu (sculptor) | Alte imagini          | Raportează eroare |
| IS-III-m-B-04298                                                                          | Bustul lui Iacob Negruzzi                                                                                                | municipiul Iași                     | Bd. Carol I 31, Grădina Copou | 1933 |                       | Raportează eroare |
| IS-III-m-B-04299                                                                          | Bustul lui Gheorghe Panaitescu Bardasare                                                                                 | municipiul Iași                     | Bd. Carol I 31, Grădina Copou | 1916 |                       | Raportează eroare |
| IS-III-m-B-04300                                                                          | Bustul lui Constantin D. Stahi                                                                                           | municipiul Iași                     | Bd. Carol I 31, Grădina Copou | sec. XX Richard Hette | Încarcă foto \| video | Raportează eroare |
| IS-III-m-B-04301                                                                          | Obeliscul ridicat în memoria victimelor pogromului din 28-30 iunie 1941                                                  | municipiul Iași                     | Str. Cucu, în fața Sinagogii Mari 47.1655°N 27.5922°E | 1976 |                       | Raportează eroare |
| IS-III-m-B-04302                                                                          | Monumentul cronicarului Miron Costin                                                                                     | municipiul Iași                     | Str. Cuza Vodă, la intersecția cu str. I.C. Brătianu | 1888 Wladimir Hegel (sculptor) | Alte imagini          | Raportează eroare |
| IS-III-m-B-04303                                                                          | Mormântul lui Vasile Adamachi                                                                                            | municipiul Iași                     | Str. Eternitații 121, Cimitirul Eternitatea | sec. XX |                       | Raportează eroare |
| IS-III-m-B-04304                                                                          | Mormântul poetului Dimitrie Anghel                                                                                       | municipiul Iași                     | Str. Eternitații 121, Cimitirul Eternitatea 47.16805°N 27.60777°E | sec. XX |                       | Raportează eroare |
| IS-III-m-B-04305                                                                          | Mormântul actriței Agatha Bârsescu                                                                                       | municipiul Iași                     | Str. Eternitații 121, Cimitirul Eternitatea 47.16611°N 27.60972°E | sec. XX |                       | Raportează eroare |
| IS-III-m-B-04306                                                                          | Mormântul folcloristului, teatrologului și muzicologului Teodor Burada                                                   | municipiul Iași                     | Str. Eternitații 121, Cimitirul Eternitatea 47.16833°N 27.60944°E | sec. XX |                       | Raportează eroare |
| IS-III-m-B-04307                                                                          | Mormântul muzicologului Eduard Caudella                                                                                  | municipiul Iași                     | Str. Eternitații 121, Cimitirul Eternitatea | sec. XX |                       | Raportează eroare |
| IS-III-m-B-04308                                                                          | Mormântul geologului Grigore Cobălcescu                                                                                  | municipiul Iași                     | Str. Eternitații 121, Cimitirul Eternitatea 47.1675°N 27.60916°E | sec. XX |                       | Raportează eroare |
| IS-III-m-B-04309                                                                          | Monumentul funerar al lui Vasile Conta                                                                                   | municipiul Iași                     | Str. Eternitații 121, Cimitirul Eternitatea | sec. XX |                       | Raportează eroare |
| IS-III-m-B-04310                                                                          | Mormântul lui Mihai Costăchescu                                                                                          | municipiul Iași                     | Str. Eternitații 121, Cimitirul Eternitatea | sec. XX |                       | Raportează eroare |
| IS-III-m-B-04311                                                                          | Monumentul lui Costache Negri                                                                                            | municipiul Iași                     | Str. Eternității 37, în fața școlii 47.16638°N 27.59805°E | 1935 |                       | Raportează eroare |
| IS-III-m-B-04312                                                                          | Monument | municipiul Iași                     | Aleea Ghica Grigore 39 47.15987°N 27.59477°E | sec. XX Lucreția Dumitrașcu Filioreanu (sculptor)                                                                                    |                       | Raportează eroare |
| IS-III-m-B-04313                                                                          | Monumentul Independenței                                                                                                 | municipiul Iași                     | Piața Independenței 47.16804°N 27.57853°E | 1980 Gabriela Manole-Adoc, Gheorghe Adoc (sculptori)                                                                                 |                       | Raportează eroare |
| IS-III-m-B-04314                                                                          | Statuia ecvestră a lui Ștefan cel Mare                                                                                   | municipiul Iași                     | Piața Palat, în fața Palatului Culturii 47.15786°N 27.5866°E | 1883 Emmanuel Frémiet (sculptor) | Alte imagini          | Raportează eroare |
| IS-III-m-B-04315                                                                          | Statuia mitropolitului Dosoftei                                                                                          | municipiul Iași                     | Piața Palat, în fața Casei Dosoftei | 1979 Iftimie Bârleanu (sculptor) |                       | Raportează eroare |
| IS-III-m-B-04316                                                                          | Placa memorială marcând locul în care a fost Hotelul St. Petersburg unde s-a redactat Proclamația de la 1848 (27 martie) | municipiul Iași                     | Piața Palat, la intersecția străzilor Anastasie Panu, str. Palat și str. Ștefan cel Mare și Sfânt | 1848 |                       | Raportează eroare |
| IS-III-m-B-04317                                                                          | Bustul lui Vasile Lupu                                                                                                   | municipiul Iași                     | Aleea Sadoveanu Mihail 46, în curtea Școlii Normale „Vasile Lupu” | 1934 |                       | Raportează eroare |
| IS-III-m-B-04318                                                                          | Casa sculptorului Richard Hette                                                                                          | municipiul Iași                     | Str. Sărăriei 142 | mijl. sec. XX | Încarcă foto \| video | Raportează eroare |
| IS-III-m-B-04319                                                                          | Monumentul lui Gheorghe Asachi                                                                                           | municipiul Iași                     | Bd. Ștefan cel Mare și Sfânt 30, în curtea Școlii generale nr. 1 | 1888 Ion Georgescu (sculptor) | Alte imagini          | Raportează eroare |
| IS-III-m-B-04320                                                                          | Monumentul lui Alexandru Ioan Cuza                                                                                       | municipiul Iași                     | Piața Unirii 47.1661°N 27.5798°E | 1906 Raffaello Romanelli (sculptor)                                                                                                  | Alte imagini          | Raportează eroare |
| IS-IV-m-B-03730.04                                                                        | Mormântul lui Ion Sandu Sturza                                                                                           | municipiul Iași                     | Stradela Bărboi 12 | sec. XIX | Încarcă foto \| video | Raportează eroare |
| IS-IV-m-B-03730.05                                                                        | Mormântul scriitorului Alecu Russo                                                                                       | municipiul Iași                     | Stradela Bărboi 12 | sf. sec. XIX | Încarcă foto \| video | Raportează eroare |
| IS-IV-m-B-04328                                                                           | Bojdeuca scriitorului Ion Creangă                                                                                        | municipiul Iași                     | Str. Bărnuțiu Simion 4 47.17608°N 27.58119°E | sec. XIX | Alte imagini          | Raportează eroare |
| IS-IV-m-B-04329                                                                           | Casa în care a locuit poetul George Lesnea                                                                               | municipiul Iași                     | Str. Cloșca 16 (acum str. Lozonschi) | înc. sec. XX | Încarcă foto \| video | Raportează eroare |
| IS-IV-m-B-04330                                                                           | Casa în care a locuit scriitoarea Magda Isanos                                                                           | municipiul Iași                     | Str. Cloșca 19-A (acum str. Lozonschi) | înc. sec. XX | Încarcă foto \| video | Raportează eroare |
| IS-IV-a-B-04331                                                                           | Ansamblul funerar al scriitorului Ion Creangă                                                                            | municipiul Iași                     | Str. Eternității 121, Cimitirul Eternitatea | sec. XX |                       | Raportează eroare |
| IS-IV-m-B-04331.01                                                                        | Mormântul scriitorului Ion Creangă                                                                                       | municipiul Iași                     | Str. Eternității 121, Cimitirul Eternitatea 47.1675°N 27.60861°E | sec. XX |                       | Raportează eroare |
| IS-IV-m-B-04331.02                                                                        | Bustul scriitorului Ion Creangă                                                                                          | municipiul Iași                     | Str. Eternității 121, Cimitirul Eternitatea 47.1675°N 27.60861°E | sec. XX Richard Hette |                       | Raportează eroare |
| IS-IV-m-B-04332                                                                           | Mormântul scriitorului Barbu Ștefănescu Delavrancea                                                                      | municipiul Iași                     | Str. Eternității 121, Cimitirul Eternitatea 47.16638°N 27.60805°E | sec. XX |                       | Raportează eroare |
| IS-IV-m-B-04333                                                                           | Mormântul actorului Dragomir State                                                                                       | municipiul Iași                     | Str. Eternității 121, Cimitirul Eternitatea | sec. XX |                       | Raportează eroare |
| IS-IV-m-B-04334                                                                           | Mormântul pictorului Ștefan Dumitrescu                                                                                   | municipiul Iași                     | Str. Eternității 121, Cimitirul Eternitatea | sec. XX | Încarcă foto \| video | Raportează eroare |
| IS-IV-m-B-04335                                                                           | Mormântul scriitorului Nicolae Gane                                                                                      | municipiul Iași                     | Str. Eternității 121, Cimitirul Eternitatea | sec. XX |                       | Raportează eroare |
| IS-IV-m-B-04336                                                                           | Mormântul istoricului Gheorghe Ghibănescu                                                                                | municipiul Iași                     | Str. Eternității 121, Cimitirul Eternitatea 47.1675°N 27.60916°E | sec. XX |                       | Raportează eroare |
| IS-IV-m-B-04337                                                                           | Mormântul scriitorului Garabet Ibrăileanu                                                                                | municipiul Iași                     | Str. Eternității 121, Cimitirul Eternitatea | sec. XIX | Alte imagini          | Raportează eroare |
| IS-IV-m-B-04338                                                                           | Mormântul omului politic Mihail Kogălniceanu                                                                             | municipiul Iași                     | Str. Eternității 121, Cimitirul Eternitatea | sec. XX |                       | Raportează eroare |
| IS-IV-m-B-04339                                                                           | Mormântul actorului Nicolae Luchian                                                                                      | municipiul Iași                     | Str. Eternității 121, Cimitirul Eternitatea 47.1675°N 27.60944°E | sec. XX |                       | Raportează eroare |
| IS-IV-m-B-04340                                                                           | Mormântul lui F. Meissner                                                                                                | municipiul Iași                     | Str. Eternității 121, Cimitirul Eternitatea | sec. XX |                       | Raportează eroare |
| IS-IV-m-B-04341                                                                           | Mormântul muzicologului Gavril M. Muzicescu                                                                              | municipiul Iași                     | Str. Eternității 121, Cimitirul Eternitatea | sec. XX |                       | Raportează eroare |
| IS-IV-m-B-04342                                                                           | Mormântul lingvistului Alexandru Philippide                                                                              | municipiul Iași                     | Str. Eternității 121, Cimitirul Eternitatea | sec. XX |                       | Raportează eroare |
| IS-IV-m-B-04343                                                                           | Mormântul lui Victor Place                                                                                               | municipiul Iași                     | Str. Eternității 121, Cimitirul Eternitatea 47.16611°N 27.61°E | sec. XX |                       | Raportează eroare |
| IS-IV-m-B-04344                                                                           | Mormântul scriitorului Vasile Pogor                                                                                      | municipiul Iași                     | Str. Eternității 121, Cimitirul Eternitatea 47.1675°N 27.60944°E | sec. XX |                       | Raportează eroare |
| IS-IV-m-B-04345                                                                           | Mormântul savantului Petre Poni                                                                                          | municipiul Iași                     | Str. Eternității 121, Cimitirul Eternitatea 47.16888°N 27.60888°E | sec. XX |                       | Raportează eroare |
| IS-IV-m-B-04346                                                                           | Mormântul actriței Aglae Pruteanu                                                                                        | municipiul Iași                     | Str. Eternității 121, Cimitirul Eternitatea | sec. XX |                       | Raportează eroare |
| IS-IV-m-B-04347                                                                           | Mormântul actorului Constantin Ramadan                                                                                   | municipiul Iași                     | Str. Eternității 121, Cimitirul Eternitatea | sec. XX |                       | Raportează eroare |
| IS-IV-m-B-04348                                                                           | Mormântul actriței Aristizza Romanescu                                                                                   | municipiul Iași                     | Str. Eternității 121, Cimitirul Eternitatea 47.16888°N 27.60861°E | sec. XX |                       | Raportează eroare |
| IS-IV-m-B-04349                                                                           | Mormântul generalului Scarlat Scheletti                                                                                  | municipiul Iași                     | Str. Eternității 121, Cimitirul Eternitatea 47.16777°N 27.60888°E | sec. XX |                       | Raportează eroare |
| IS-IV-m-B-04350                                                                           | Mormântul pictorului Constantin D. Stahi                                                                                 | municipiul Iași                     | Str. Eternității 121, Cimitirul Eternitatea | sec. XX |                       | Raportează eroare |
| IS-IV-m-B-04351                                                                           | Mormântul poetului George Topârceanu                                                                                     | municipiul Iași                     | Str. Eternității 121, Cimitirul Eternitatea | sec. XX |                       | Raportează eroare |
| IS-IV-m-B-04352                                                                           | Mormântul istoricului Vasile Alexandrescu Urechia                                                                        | municipiul Iași                     | Str. Eternității 121, Cimitirul Eternitatea | sec. XX | Încarcă foto \| video | Raportează eroare |
| IS-IV-m-B-04353                                                                           | Mormântul actorului Nicolae Veniaș                                                                                       | municipiul Iași                     | Str. Eternității 121, Cimitirul Eternitatea | sec. XX |                       | Raportează eroare |
| IS-IV-m-B-04354                                                                           | Mormântul doctorului Constantin Vârnav                                                                                   | municipiul Iași                     | Str. Eternității 121, Cimitirul Eternitatea 47.16805°N 27.60944°E | sec. XX |                       | Raportează eroare |
| IS-IV-m-B-04355                                                                           | Mormântul pictorului Gheorghe Panaiteanu-Bardasare                                                                       | municipiul Iași                     | Str. Eternității 121, Cimitirul Eternitatea | sec. XX |                       | Raportează eroare |
| IS-IV-m-B-21057                                                                           | Mormântul magistratului Constantin Crupenschi                                                                            | municipiul Iași                     | Str. Eternității 121 Cimitirul Eternitatea, parcela 12/1 | 1916, modernă |                       | Raportează eroare |
| IS-IV-m-B-03914.12                                                                        | Mausoleul Grigore al III lea Ghica Vodă                                                                                  | municipiul Iași                     | Bd. Independenței 1 47.16807°N 27.58246°E | 1777 | Încarcă foto \| video | Raportează eroare |
| IS-IV-m-B-04356                                                                           | Monumentul doctorului Ludwig Russ                                                                                        | municipiul Iași                     | Bd. Independenței 1, în curtea spitalului „Sf. Spiridon” | sec. XX | Încarcă foto \| video | Raportează eroare |
| IS-IV-m-B-04357                                                                           | Crucea lui Ferentz | municipiul Iași                     | Șos. Nicolina 5, pe o movilă la poalele Dealului Nicolina | 1716-1717 | Alte imagini          | Raportează eroare |
| IS-II-m-B-04358                                                                           | Casa memorială „Vasile Pogor”                                                                                            | municipiul Iași                     | Str. Pogor Vasile 4 47.172°N 27.5763°E | 1855-1858 | Alte imagini          | Raportează eroare |
| IS-IV-m-A-04006.05                                                                        | Mausoleul lui Grigore Sturdza                                                                                            | municipiul Iași                     | Str. Radu Vodă 1 | 1833 | Alte imagini          | Raportează eroare |
| IS-IV-m-B-04359                                                                           | Casa memorială George Topârceanu                                                                                         | municipiul Iași                     | Str. Ralet 7 47.1757°N 27.5798°E | sec. XIX | Alte imagini          | Raportează eroare |
| IS-IV-m-B-04360                                                                           | Vila „Sonet” - Casa memorială Mihail Codreanu, Muzeul Literaturii Române                                                 | municipiul Iași                     | Str. Rece 5 47.168°N 27.587°E | înc. sec. XX |                       | Raportează eroare |
| IS-IV-m-B-04361                                                                           | Fostul sediu al revistei „Contemporanul”                                                                                 | municipiul Iași                     | Str. Sărăriei 15 | sec. XX | Încarcă foto \| video | Raportează eroare |